# 臺中市第七期市地重劃區
24°9′14″N 120°38′37″E / 24.15389°N 120.64361°E
臺中市第七期市地重劃區（簡稱「七期重劃區」、「七期」），是臺灣臺中市的市地重劃區，位於西屯區與南屯區交界處的東段，為中臺灣地區的首要中心商業區。
七期開發初期原是作為臺中市的副商業中心，以舒緩舊市區而發展，引導臺中市朝向雙核心發展模式而規劃。但隨著1970年代之後人口持續成長、交通建設的發展與市地重劃區的推動，都市規模逐漸擴張，促使臺中市的發展核心逐漸西移，而臺中市政府也在1996年規劃將七期由副商業中心改為新市政中心，因此進入21世紀後逐漸取代舊市區成為臺中市的中心商業區。重畫區內有臺中市政府、臺中市議會、臺中國家歌劇院、文心森林公園等重要設施。

## 沿革

### 歷史背景

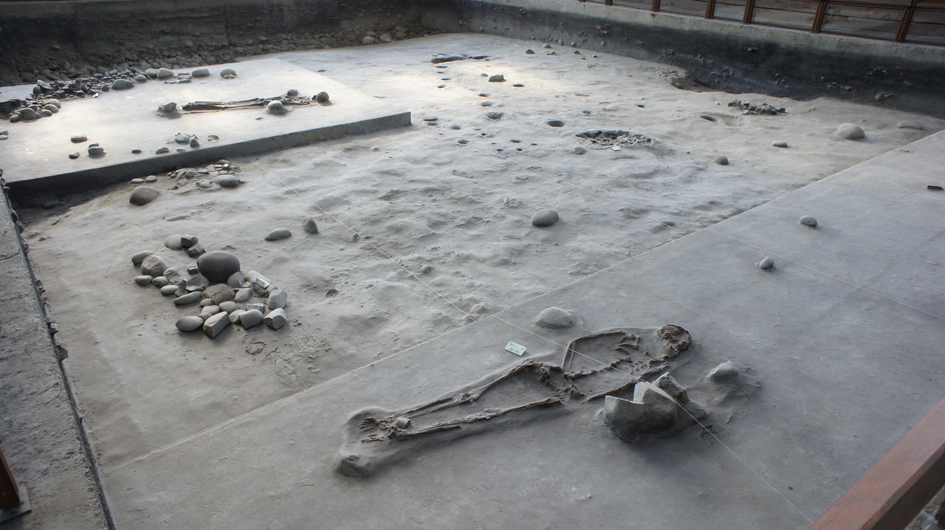
惠來遺址，最早的文化層可推到牛罵頭文化，涵括近四千年的時間範圍。

在本區內的惠來遺址附近大約15公頃，曾經為新石器時代中期的牛罵頭文化及晚期番仔園文化與營埔文化的居住地，此遺址是於2002年5月，在衣蝶生活流行館大樓興建工程基地，由東海大學學生發現，歷史橫跨四千年，並於2010年公告為市定遺址。
此區在清治時期屬於捒東下堡，日治時期屬大屯郡轄下的西屯、南屯，此區原本除了小型工業用地外，其餘約90%地區皆為農業區，重劃前道路狹窄，農舍零散。由於當時台中市的舊市區，人口過於集中，公共設施不足，予人畸型發展的感覺，故市府決定推動新區域，以分擔舊市區過度沈重的負荷，使產業與人口作合理均衡的分佈。:13
該區域是在臺中市長張子源任內正式開始推動，但七期重劃並沒有在張子源任內完成，一直到林柏榕回任市長後才完成土地重劃。

### 規劃
「副都心」構想之緣起，始於1981年6月，由台中市政府交託逢甲大學、東海大學建築研究所辦理都市計畫通盤檢討時所提出。最後由於本區正處台中市之主要聯外幹道臺中港路（今臺灣大道）與主要之中環幹道（文心路）交點，適逢台中盆地與大肚山臺地之交界處，擁有大面積且未經開發、產權單純的農業區，因而雀屏中選。
1985年，臺中市政府為應實際需要，決定在西屯區惠來里一帶規劃副都市中心，委託淡江大學都市計畫研究所進行規劃。惟張子源上任後，捨棄淡江大學的規劃，而找了時任國民黨組工會主任宋時選的公子宋宏濤開設的欣境公司來規劃。，並將原規劃設於副都心西南角的轉運站，改為商業區，而將潮洋里一百多戶房地改為轉運站。
1986年2月22日，臺中市都市計畫第一次通盤檢討，指定臺中港路以南，文心路以西的農業區為七期重劃區，且將其指定為優先發展區，規劃將臺中市政府大樓從台中州廳搬遷至此區，並於同年9月22日完成擬定並分別發布實施「副都市中心專用區」、「副都市中心專用區西側」及「副都市中心專用區南側」三處細部計畫區，並合併辦理市地重劃作業，先擬定面積為261公頃，後擴大至353公頃。七期原計畫年期預計於2006年完成，後延至2026年。
1988年，因委託欣境工程公司進行的規畫，自公告後民眾及民意代表，紛紛向市府反映容積率太低、道路過於狹窄等問題。台中市都市計畫委員會專案小組在決議做大幅修正，除將容積率提高外、馬路放寬外，亦將新市府大樓調整至市議會正對面。

### 正式執行
1990年2月七期重劃區正式辦理，面積353.3983公頃，重劃總經費高達55億4036萬761元，為當時重劃經費最高的重劃區，1992年11月完成土地重劃。
1996年5月28日市政府於第一次通盤檢討時變更細部計畫名稱，將「副都市中心專用區」、「副都市中心專用區西側」及「副都市中心專用區南側」分別更名為「新市政中心專用區」、「新市政中心專用區西側」及「新市政中心專用區南側」，並放寬前新市政中心專用區西側、南側容積率。
2000年代後台中市計畫興建的幾個重要建設，包括新市政大樓、議政大樓、臺中國家歌劇院及全臺灣最大的戶外劇場——圓滿戶外劇場等等，幾乎都在七期重劃區內，是台中市公共設施發展最密集的地區。也因此在2000年代後逐漸取代舊市區的地位。:202
此後，百貨購物商場與飯店陸續進駐，加上位於高速公路交流道附近，交通便利，目前此區已成為台中市地價最高的區域，七期所涵蓋的西屯區與南屯區，在長年的土地現值增幅都是在台中市市轄區裡面的前兩名。
七期早期亦是夜店及特種行業之聚集地，在1994年大型酒店首度進駐之後，包括金錢豹等夜店也陸續於七期展店，盤踞七期重劃區內的重要路段，但是隨著高級住宅及大型百貨公司陸續進駐，七期土地價格飆漲，寸土寸金，酒店等特種行業因此逐漸淡出此區塊。

## 地理範圍

七期重劃區大致上的區域與劃分，左上為西七期、右上為新市政中心、右下為南七期（此圖依七期的都市計畫繪製） (Note: 臺中市都市計畫（新市政中心專用區南側）並無涵蓋黎明東街，黎明東街亦不在七期三個都市計畫內)

七期重劃區與第四期、五期及十二期市地重劃區相鄰，東起文心路、向心路，西至環中路、河南路四段與黎明東街，南迄大墩四街與向心路，北臨臺灣大道，七期大致上可分為三大區：北七期、南七期、西七期，而西七期和南七期以住宅為主。
- 重劃總面積：353.3983公頃，提供建築用地面積：202.5476公頃[25]。
- 重劃後段別名稱：惠國、惠泰、惠民、惠安、惠順、惠仁、惠義、惠禮、惠智、惠信[25]。

### 北七期（新市政中心）
北七期，臺中市都市計畫稱之為新市政專用區，位於第七期市地重劃區北側，市政路以北、朝富路以東、臺灣大道以南及文心路以西之範圍內，總計面積約108.11公頃的土地，原計畫人口13000人，於2012年4月調整為21,000 人，臺中市政府已於1989年劃定為副都市中心專用區，並於1996年更名為「新市政中心專用區」。
2004年，水湳機場正式遷移至清泉崗機場，使得原在水湳機場航道上，限高60公尺的新市政中心解除限高，且2005年6月30日發布實施「臺中市實施都市計畫容積移轉審查許可條件及作業要點」，自該法發布以來，有高達56.59%的新增容積率集中於新市政中心，帶動大量高樓興建。經過近二十年的發展，新市政中心專用區已開發為商業區及高級住宅區。升格直轄市後的臺中市政府亦設於此，並且將此區定位為臺中市的「行政、居住核心」。
新市政中心內的政府重要機關主要有：臺中市政府（市政大樓含部分局處）、臺中市議會（議政大樓）、臺中市警察局總局、臺中市地方稅務局總局、中央健康保險署中區業務組，此外，臺中國家歌劇院、秋紅谷生態公園、新光三越台中中港店、Top City 台中大遠百、老虎城購物中心、林酒店、誠品生活市政旗艦店等亦座落於此地，今日本區已成為臺中市政治、商業的重要核心。

### 南七期
南七期，臺中市都市計畫稱之為新市政專用區南側，為七期最大的區域，面積154.06公頃，計畫人口29,000 人，此區範圍由市政路以南、大墩四街以北、河南路四段以東（不含黎明東街）、文心路與向心路以西。主要位於南屯區。其行政轄區包含西屯區之惠來里、南屯區之溝墘里、三義里、三和里、三厝里、惠中里、田心里及南屯等里之部分地區。
由於此區容積率較新市政中心小，因此此區原本以透天別墅區為主，但圓形劇場、文心森林公園開放之後，許多建商都已經開始佈局在南七期這個區域。南七期擁有惠來公園、南屯公園、文心森林公園等3大公園，而文心森林公園是七期內綠地覆蓋率最大的公園，且擁有全台最大的大型表演戶外環形劇場，區域內還有3大學區，加上有IKEA台中店、家樂福文心店，另外發展成熟的公益路商圈、黎明商圈、五期商圈皆能滿足此區居民所需的生活機能。五星級的台中日月千禧酒店亦位於此區。
目前，七期所有的學校（除幼兒園）及林新醫院皆位於此區。

### 西七期
西七期，臺中市都市計畫稱之新市政中心專用區西側，位於臺灣大道以南、市政路以北、環中路以東、朝富路以西，北接十二期重劃區、東接新市政中心，該區腹地不大、土地供給有限，總面積73.457公頃，計畫人口14,000 人。其行政轄區屬西屯區之潮洋里及龍潭里，而計畫範圍多以潮洋里為主，龍潭里部分僅於環中路之計畫道路用地。
此區與南七期一樣，容積率較新市政中心小，所以以透天別墅區為主。計畫範圍內的朝馬轉運站是台中地區重要的國道客運樞紐，目前西七期除了擁有潮洋公園外，符合東亞青運規格的朝馬運動中心亦位於此區。

## 自然環境

### 地形地勢
此區位處於大肚山台地以東至丘陵之間的盆地，海拔高度約海拔約 36~100 公尺，南七期與西七期地勢由東北向西南傾斜，而新市政中心則由西北向東南傾斜。重劃前多為農田，地勢起伏不大，1990年進行市地重劃時經大規模整地，地勢更趨平坦。

### 地質與土壤
大肚山盆地之地質為頭嵙山層及紅土階地堆積而成，屬沖積地層。七期重劃區及其附近地區多屬黏土、砂質壤土或礫岩。重劃區西、南側地表下1至2公尺處即為承載力40噸／平方公尺之卵石層，承載力良好，適宜都市發展。

### 水文
七期內有兩條溪流流經，分別為：
- 潮洋溪
- 南屯溪

潮洋溪位於西七期，該溪流向西南流，自西七期東北角流入潮洋地區，蜿蜒貫穿西七期，自西南角流出後於南屯區永春路附近排入筏子溪。另一條則是位於南七期的南屯溪，其在四張犁附近的石碑分渠，向西南流經何厝舊聚落後，流入南七期東北角溝墘社區，蜿蜒貫穿南七期，再由西南角流出。

## 交通

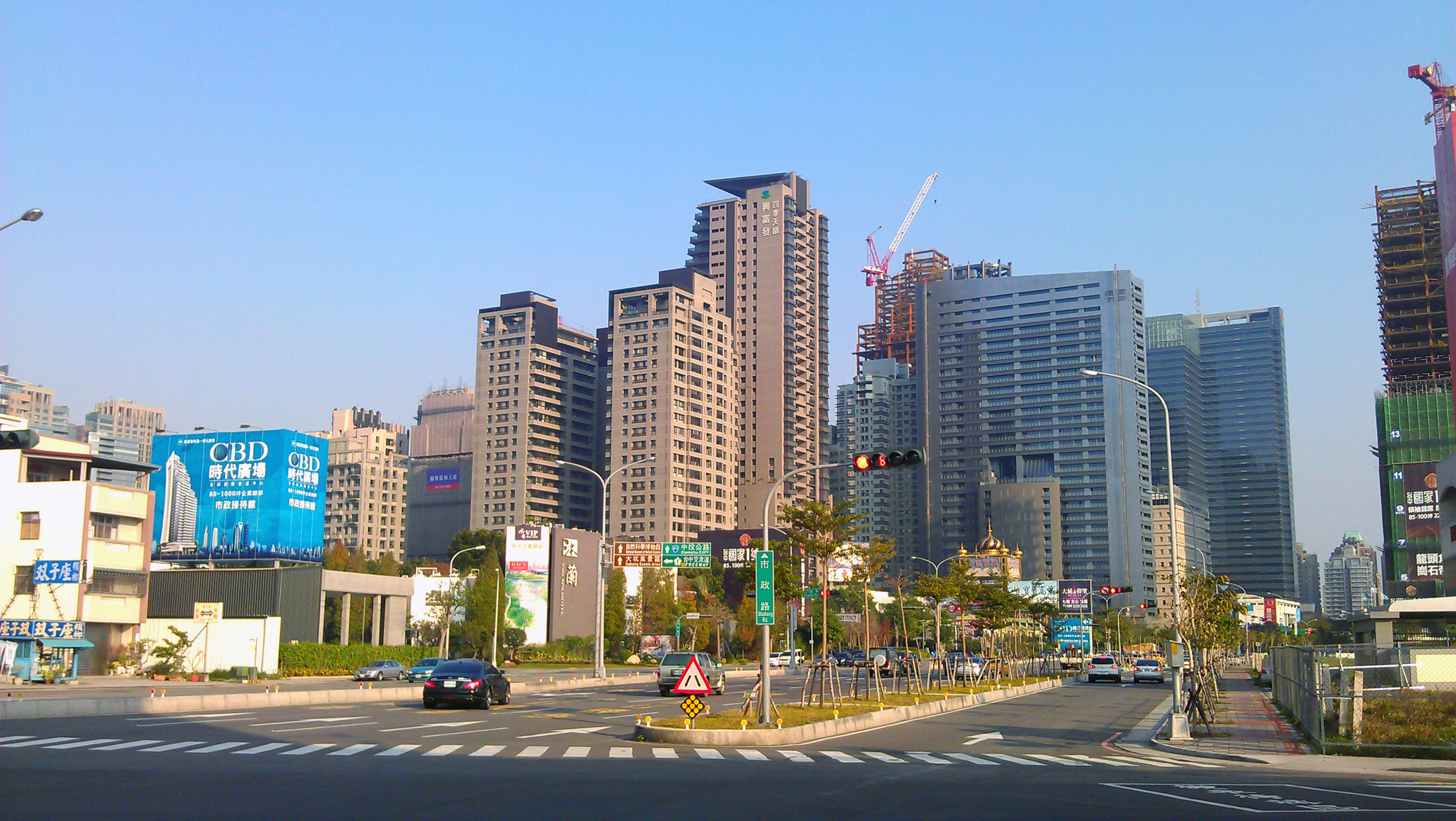
市政路目前全線位於七期重劃區內，是南、北七期的分界線。

七期重劃區為臺中市交通最為便利的地方，能快速銜接國道一號台中交流道、臺74線快官霧峰線，而朝馬地區更是臺中市國道客運樞紐之一。台中捷運綠線及規劃中的藍線皆會經過此區，將會提升七期的便利性。

### 主要道路

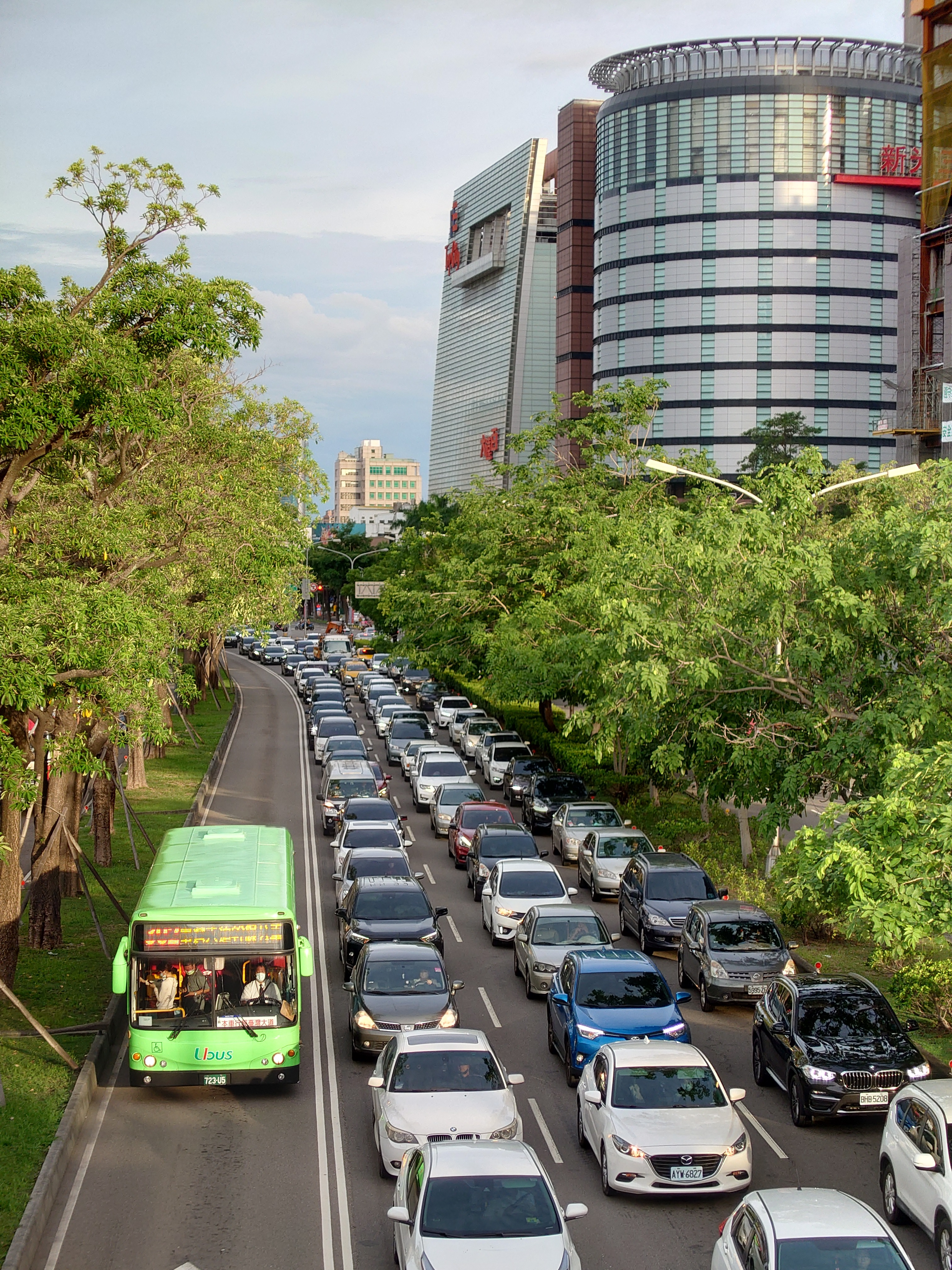
臺灣大道—— 一條掌握大臺中地區經濟動脈的道路

快速公路
- 台74線：8 西屯一西屯一交流道

橫向
- 台灣大道二段
- 市政路
- 大業路
- 公益路二段
- 向上路二段

縱向
- 文心路一、二段
- 河南路三、四段
- 環中路三段
- 惠中路
- 惠來路

### 大眾運輸
- 臺中市公車

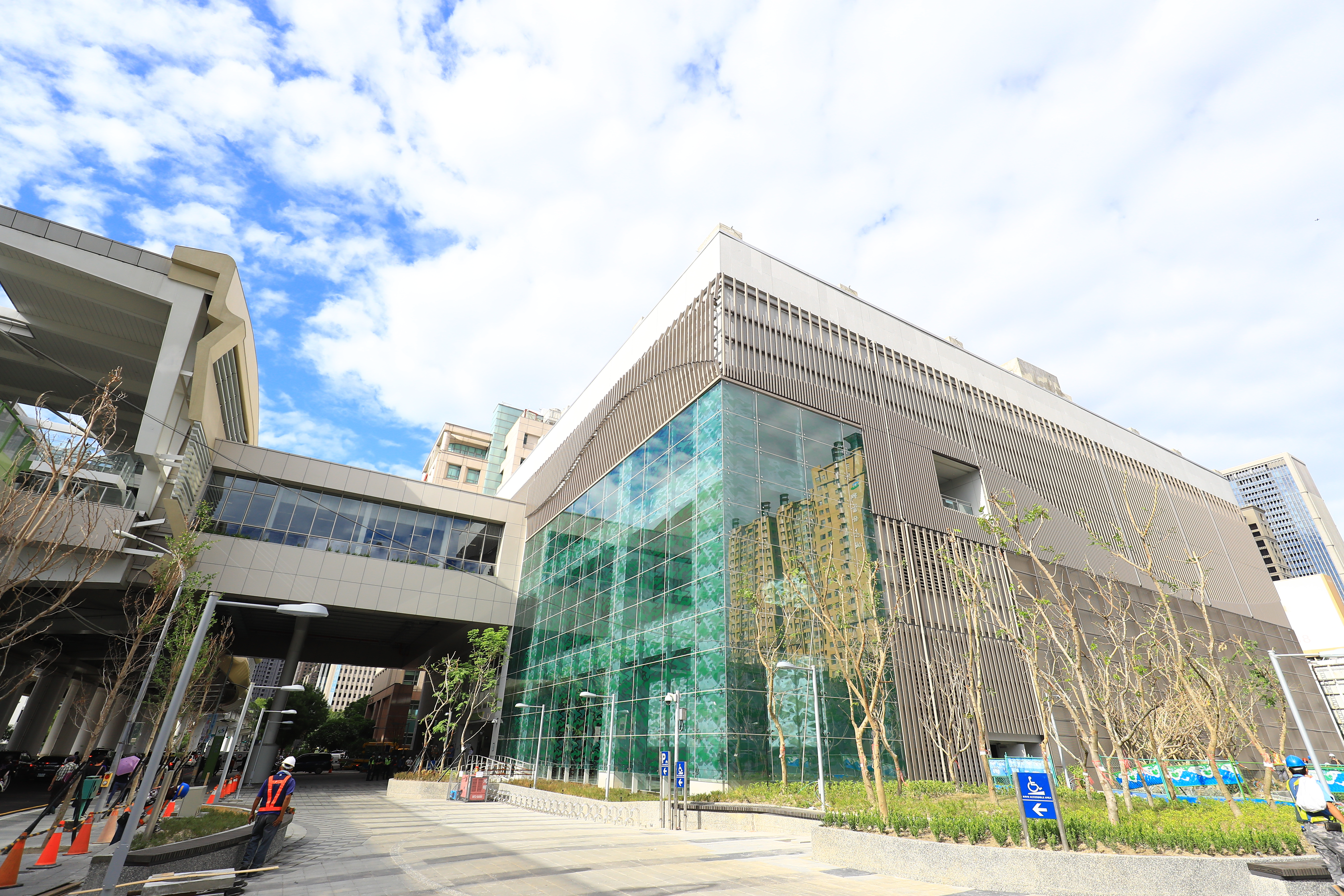
捷運市政府站未來將新建聯開大樓，並與藍線連接。

  - 台灣大道幹線 市政府、新光／遠百、秋紅谷：300、301、302、303、304、305、306、307、308
  - 台中客運：27、29、33、49、54、57、60、69、72、107、304、356
  - 統聯客運：綠2、綠3、18、73、75、77、81、85、301、303、326、359
  - 中台灣客運：151、152、302、658
  - 全航客運：5、199
  - 巨業交通：305、306
  - 豐原客運：153
  - 豐榮客運：48
  - 中鹿客運：綠1
- 台中捷運
  -  烏日文心北屯線：市政府（綠線藍線交會站；其聯合開發大樓亦在興建中）-水安宮 - 文心森林公園
  - █藍線（規劃中）:朝馬-市政府（綠線藍線交會站）

### 公有停車場
- 市政公園：地下，文心市政北五路口，汽車、機車可停
- 市政中心：市政府大樓內，分為平面與地下停車場，可停汽車、機車（但汽車收費標準，兩處不同）
- 惠來：立體，惠來路、市警局第六分局旁，汽車、機車可停
- 惠新：平面，惠來路、新光三越旁，汽車、機車可停
- 惠安：平面，惠來路、歌劇院旁，汽車、機車可停
- 惠順：平面，河南市政北六路口、歌劇院後方，大型客車、汽車、機車可停
- 朝富：平面，河南市政北六路口、老虎城旁，汽車、機車可停
- 秋紅谷：平面，河南路、秋紅谷公園內，大型客車、汽車、機車可停
- 西屯區聯合辦公大樓：地下，汽車可停、辦公免費
- 圓滿劇場自行車：平面，向上路、文心公園內，自行車可停
- 圓滿劇場小客車：平面，惠文路、文心公園內，汽車可停
- 圓滿劇場：平面，IKEA臺中店旁，大型客車、汽車、機車可停
- 大墩國中：地下，河南路、大墩國中內，汽車、機車、自行車可停
- 南屯：平面，五權西惠中路口，汽車可停

## 區內建設

### 政府機關

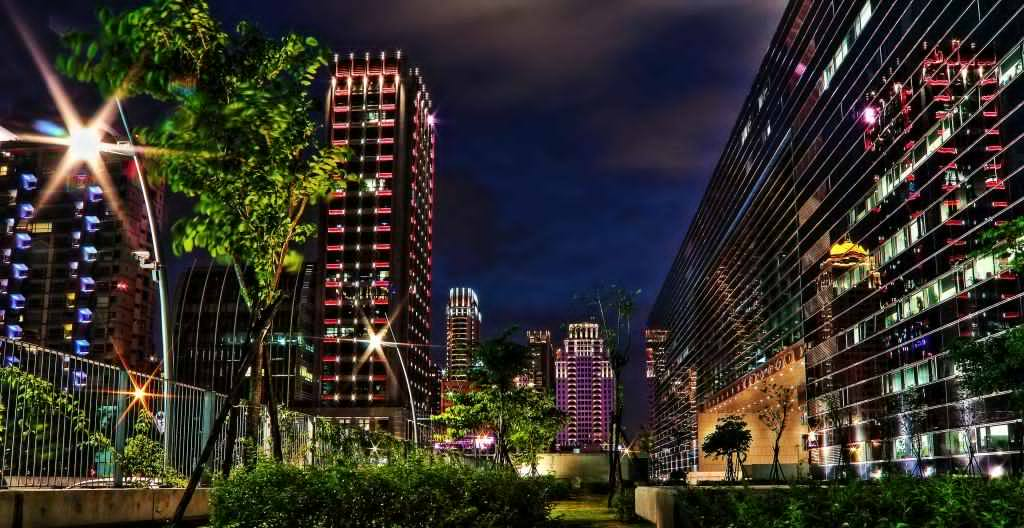
臺中市政府周圍

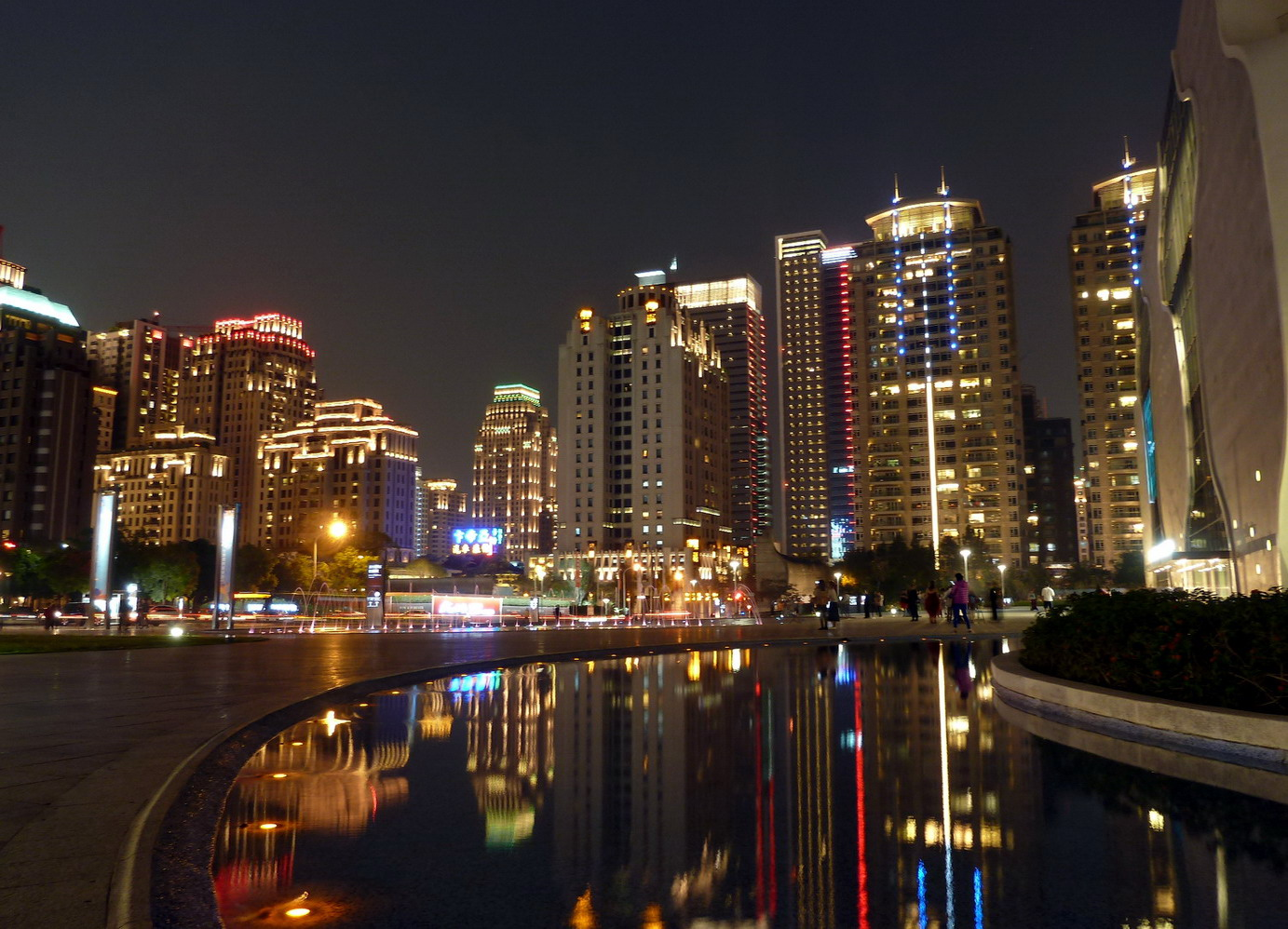
臺中國家歌劇院周圍

- 臺中市新市政中心（臺灣大道市政大樓及市議會）
- 臺中市政府警察局第六分局
- 臺中市政府地方稅務局
- 衛生福利部中央健康保險署中區業務組
- 中華郵政公司臺中郵件處理中心
- 財政部中區國稅局臺中分局
- 臺中市西屯區聯合辦公大樓（包含區公所 （页面存档备份，存于）、戶政事務所 （页面存档备份，存于））

### 醫療與教育
- 臺中市立臺中特殊教育學校
- 臺中市立惠文高級中學
- 臺中市立大墩國民中學
- 臺中市南屯區大墩國民小學
- 臺中市南屯區惠文國民小學
- 林新醫院
- 朝馬足球場
- 朝馬國民運動中心
- 臺中市立圖書館南屯分館

### 休閒與藝文場地

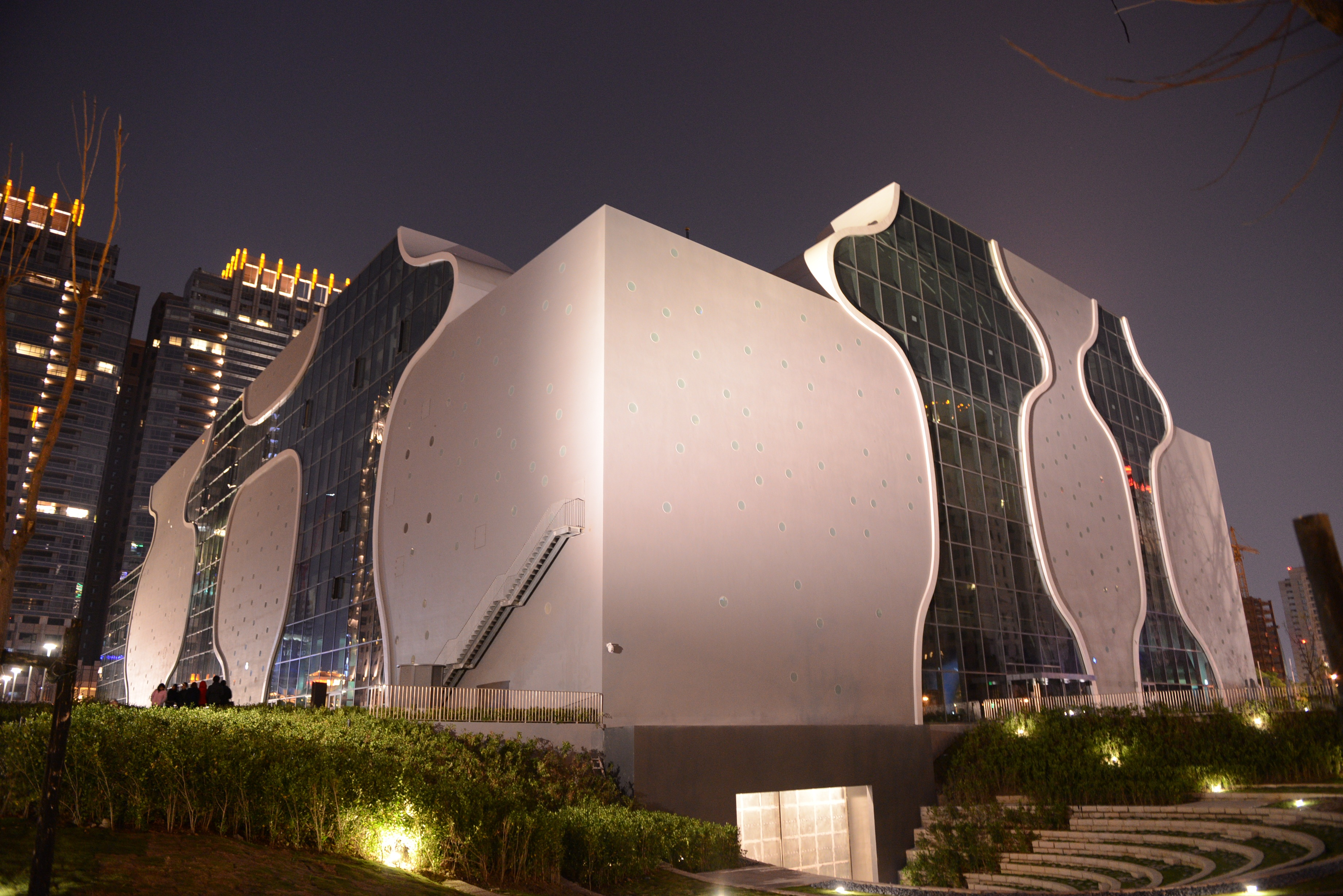
臺中國家歌劇院是中臺灣唯一的國立表演藝術場館

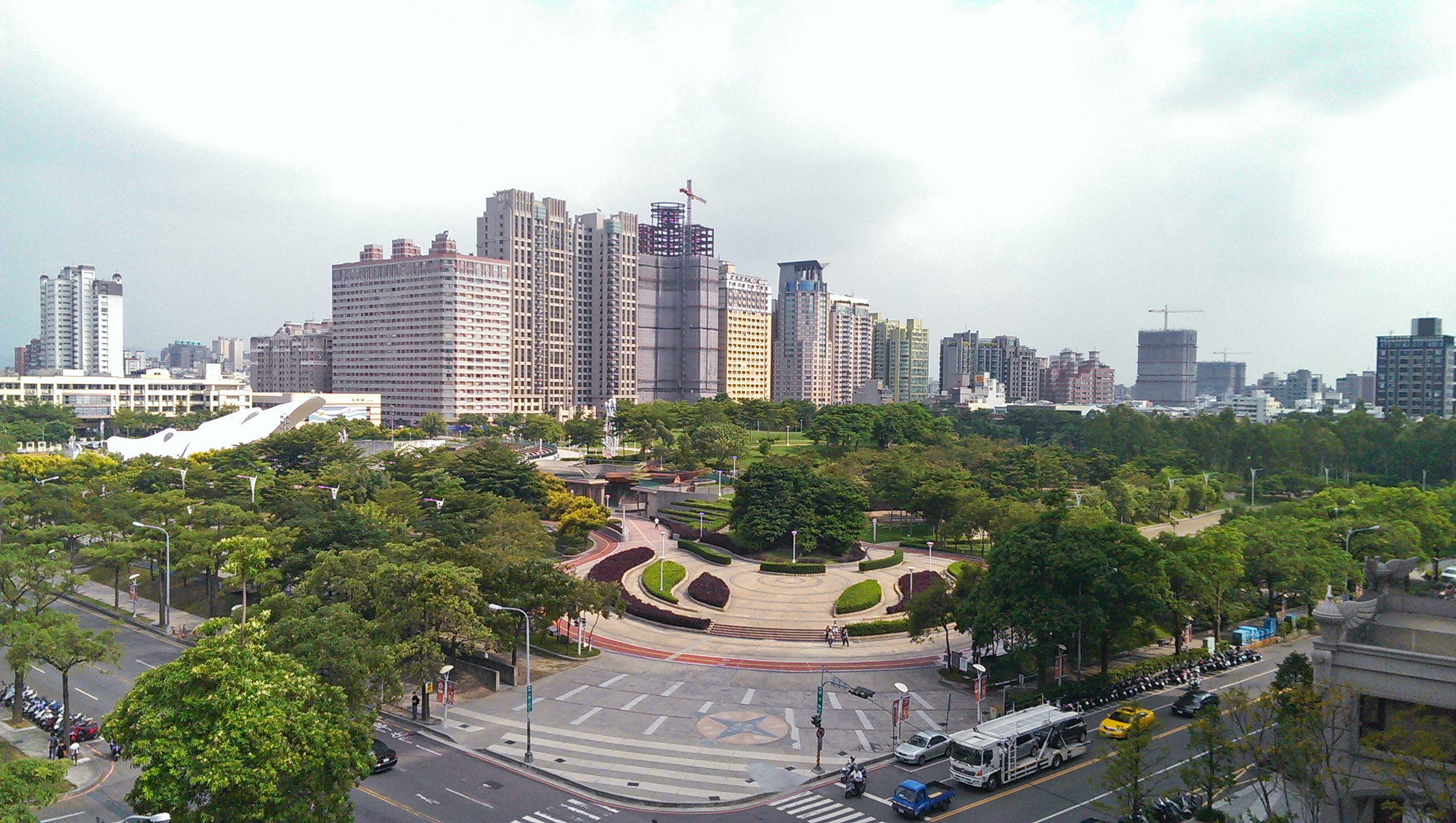
文心森林公園內有一座全臺最大的戶外環型劇場

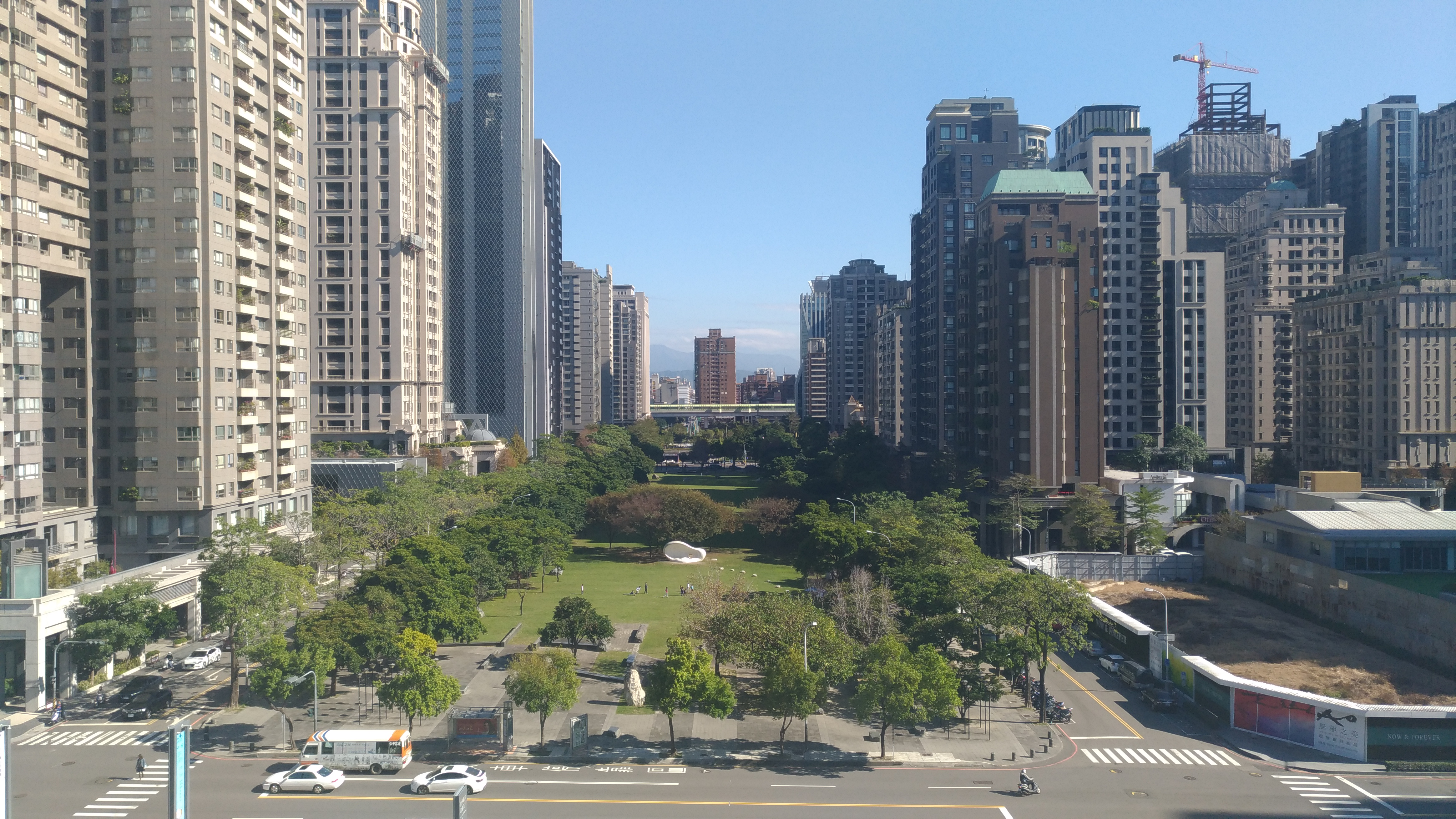
夏綠地公園

- 文心森林公園（含圓滿戶外劇場）
- 臺中國家歌劇院（含夏綠地公園）
- 秋紅谷生態公園
- 市政公園
- 潮洋環保公園
- 惠來遺址公園
- 南屯公園

### 購物商場
- 新光三越台中店
- Top City 台中大遠百
- 老虎城購物中心
- 誠品生活480
- IKEA台中店
- 家樂福文心店
- 新國自在購物中心

### 周邊飯店
- 台中僑園大飯店 （页面存档备份，存于）
- 中僑花園飯店 （页面存档备份，存于）
- 台中日月千禧酒店
- 林酒店 （页面存档备份，存于）

### 主要建築及高層住宅列表
列出七期重劃區商場、公共設施、辦公大樓及高樓住宅。
| 分區   | 區塊  | 建築名稱                 | 樓層數 | 高度(m) | 樓板面積(m2) | 狀態   | 啟用年度 | 用途             | 備註          |
| ------ | ----- | ------------------------ | ------ | ------- | ------------ | ------ | -------- | ---------------- | ------------- |
| 北七期 | 捷運  | 市政府站G9-1             | 43     | 219     | 119,000.59   | 環評中 | -        | 辦公、商場、旅館 | [ 45 ]        |
| 北七期 | 機1   | 臺灣大道市政大樓         | 10     | 43.8    | 116,956.72   | 完工   | 2010年   | 市政             | [ 46 ]        |
| 北七期 | 機2   | 臺中市議會議政大樓       | 15     | 69.8    | 43,303.72    | 完工   | 2012年   | 市政             | [ 47 ]        |
| 北七期 | 公3   | 臺中國家歌劇院           | 6      | 37.7    | 51,166.75    | 完工   | 2014年   | 市政             | [ 48 ]        |
| 北七期 | 新1   | 寶輝101 Theater South    | 26     | 99.5    | 29,336.99    | 興建中 | -        | 住宅             | [ 49 ]        |
| 北七期 | 新1   | 聯聚理安大廈             | 39     | 159.4   | 30,447.47    | 興建中 | -        | 住宅             | [ 50 ]        |
| 北七期 | 新2   | 網銀國際總部             | 27     | 149.0   | 43,082.64    | 興建中 | 2027年   | 辦公             | [ 51 ]        |
| 北七期 | 新3   | 達摩辦公大樓             | 15     | 68.0    | 24,576.83    | 完工   | 1996年   | 辦公             | [ 52 ]        |
| 北七期 | 新3   | 順天市政經貿廣場         | 23     | 96.0    | 41,727.1     | 完工   | 2010年   | 商場、辦公       | [ 53 ]        |
| 北七期 | 新3   | 總太東方帝國             | 39     | 158.8   | 70,817.8     | 完工   | 2011年   | 住宅             | [ 54 ]        |
| 北七期 | 新3   | 順天夏朵                 | 30     | 112.6   | 18,623.7     | 完工   | 2012年   | 住宅             | [ 55 ]        |
| 北七期 | 新3   | 龍寶謙臻邸               | 30     | 127.15  | 33,994.73    | 完工   | 2015年   | 住宅             | [ 56 ]        |
| 北七期 | 新3   | 國泰府會園道             | 31     | 121.55  | 42,260.42    | 完工   | 2015年   | 住宅             | [ 57 ]        |
| 北七期 | 新3   | 富邦文心辦公大樓         | 20     | 101.5   | 17,140.12    | 完工   | 2017年   | 辦公             | [ 58 ]        |
| 北七期 | 新3   | 寶璽天睿                 | 38     | 151.4   | 39,957.45    | 完工   | 2018年   | 住宅             | [ 59 ]        |
| 北七期 | 新3   | 由鉅惟上                 | 32     | 128.95  | 50,782.99    | 興建中 | -        | 住宅             | [ 60 ]        |
| 北七期 | 新3   | 市政萬象廣場             | 23     | 111.9   | 33,774.97    | 興建中 | 2029年   | 辦公             | [ 61 ]        |
| 北七期 | 新3   | 順天惠國段80地號         | 40     | 162.62  | 66,710.47    | 規劃中 | -        | 住宅             | [ 62 ]        |
| 北七期 | 新3   | 寶輝惠國段43地號         | 48     | 187.8   | 92,397.18    | 準備中 | -        | 住宅             | [ 63 ] [ 64 ] |
| 北七期 | 新4   | 新光三越台中店           | 14     | 69.8    | 160,025.56   | 完工   | 2000年   | 商場             | [ 65 ]        |
| 北七期 | 新4   | 豐邑市政都心廣場         | 38     | 161.3   | 92,496.24    | 完工   | 2010年   | 辦公             | [ 66 ]        |
| 北七期 | 新4   | Top City 台中大遠百      | 14     | 69.9    | 177,754.89   | 完工   | 2011年   | 商場             | [ 67 ]        |
| 北七期 | 新4   | 豐邑A8市政核心           | 38     | 171.5   | 74,094.71    | 完工   | 2015年   | 辦公             | [ 68 ]        |
| 北七期 | 新4   | 聯聚中雍大廈             | 39     | 192.0   | 62,034.99    | 完工   | 2018年   | 辦公             | [ 69 ]        |
| 北七期 | 新4   | 興富發惠國段90地號       | 63     | 305.5   | 160,873.13   | 興建中 | 2028年   | 辦公             | [ 70 ]        |
| 北七期 | 新4   | 興富發惠國段88地號       | 33     | 149.4   | 64,677.21    | 興建中 | -        | 辦公             | [ 71 ]        |
| 北七期 | 新4   | 博元紀汎希               | 33     | 103.55  | 42,240.05    | 興建中 | -        | 住宅             | [ 72 ]        |
| 北七期 | 新4   | 豐邑惠國段174            | 53     | 245.3   | 201,587.96   | 興建中 | -        | 辦公、商場       | [ 73 ]        |
| 北七期 | 新4   | TST台灣之鑽              | 40     | 182.15  | 69,740.79    | 興建中 | -        | 辦公             | [ 74 ]        |
| 北七期 | 新4   | 聯聚中維大廈             | 42     | 207.18  | 115,090.39   | 興建中 | -        | 辦公、商場       | [ 75 ]        |
| 北七期 | 新5   | 老虎城購物中心           | 9      | 43.39   | 49,119.96    | 完工   | 2001年   | 商場             | [ 76 ]        |
| 北七期 | 新5   | 興富發鼎盛BHW            | 36     | 158.95  | 104,111.75   | 完工   | 2014年   | 辦公             | [ 77 ]        |
| 北七期 | 新5   | 台中林酒店               | 24     | 89.9    | 49,662.48    | 完工   | 2014年   | 旅館             | [ 78 ]        |
| 北七期 | 新5   | NTC國家商貿中心          | 35     | 165.65  | 78,922.29    | 完工   | 2018年   | 辦公             | [ 79 ]        |
| 北七期 | 新6   | 林鼎市政四八〇大樓       | 12     | 49.95   | 66,430       | 完工   | 2003年   | 商場、辦公       | [ 80 ]        |
| 北七期 | 新6   | 興富發市政交響曲         | 28     | 98.3    | 36,609.44    | 完工   | 2006年   | 住宅             | [ 81 ]        |
| 北七期 | 新6   | 寶輝一品花園             | 32     | 124.1   | 64,110.25    | 完工   | 2009年   | 住宅             | [ 82 ]        |
| 北七期 | 新6   | 興富發四季天韻           | 35     | 137.7   | 44,930.12    | 完工   | 2009年   | 住宅             | [ 82 ]        |
| 北七期 | 新6   | 由鉅大謙                 | 32     | 123.6   | 91,176.07    | 完工   | 2010年   | 住宅             | [ 83 ]        |
| 北七期 | 新6   | 興富發百達富裔           | 35     | 139.9   | 121,134.17   | 完工   | 2011年   | 住宅             | [ 84 ]        |
| 北七期 | 新6   | 親家T3國際中心           | 30     | 122.8   | 39,757.84    | 完工   | 2012年   | 辦公             | [ 85 ]        |
| 北七期 | 新6   | 聚合發獨秀               | 34     | 129.7   | 34,658.05    | 完工   | 2013年   | 住宅             | [ 86 ]        |
| 北七期 | 新6   | 親家雲硯                 | 39     | 143.7   | 58,552.14    | 完工   | 2015年   | 住宅             | [ 87 ]        |
| 北七期 | 新6   | 寶輝秋紅谷               | 41     | 160.9   | 88,161.36    | 完工   | 2015年   | 住宅             | [ 88 ]        |
| 北七期 | 新6   | 宏泰台中帝寶             | 35     | 139     | 45,722.61    | 完工   | 2016年   | 住宅             | [ 89 ]        |
| 北七期 | 新6   | 親家市政廣場             | 28     | 125.52  | 52,559.65    | 完工   | 2017年   | 辦公             | [ 90 ]        |
| 北七期 | 新6   | 大陸寶格                 | 39     | 161.1   | 41,357.42    | 完工   | 2017年   | 住宅             | [ 91 ]        |
| 北七期 | 新6   | 中信金控營運中心         | 28     | 132.2   | 40,702.83    | 完工   | 2017年   | 辦公             | [ 92 ]        |
| 北七期 | 新6   | 聯聚瑞和大廈             | 43     | 172.1   | 46,585.18    | 完工   | 2021年   | 住宅             | [ 93 ]        |
| 北七期 | 新6   | 國泰層峰                 | 32     | 120.14  | 27,353.29    | 完工   | 2019年   | 住宅             | [ 94 ]        |
| 北七期 | 新6   | 麗格                     | 33     | 127     | 55,809.29    | 完工   | 2019年   | 住宅             | [ 95 ]        |
| 北七期 | 新6   | 采•寓halo house          | 13     | 58.95   | 9,485.89     | 完工   | 2024年   | 旅館             | [ 96 ]        |
| 北七期 | 新6   | 大倉久和飯店             | 29     | 137.5   | 71,141.08    | 興建中 | 2022年   | 辦公、旅館       | [ 97 ]        |
| 北七期 | 新6   | 豐蒔                     | 27     | 109.5   | 23,689.07    | 興建中 | 2025年   | 住宅             | [ 98 ]        |
| 北七期 | 新6   | 興富發蘿曼蘿蘭           | 36     | 128.9   | 42,666.67    | 興建中 | -        | 住宅             | [ 99 ]        |
| 北七期 | 新6   | 遠雄琉蘊                 | 34     | 124.75  | 50,459.42    | 興建中 | -        | 住宅             | [ 100 ]       |
| 北七期 | 新6   | 市政壹號廣場             | 35     | 128.95  | 99,841.72    | 興建中 | -        | 辦公             | [ 101 ]       |
| 北七期 | 新6   | 寶輝惠國段149地號        | 41     | 160.4   | 54,764.9     | 準備中 | -        | 住宅             | [ 102 ]       |
| 北七期 | 新6   | 聯聚方維大廈             | 28     | 108.6   | 54,532.75    | 準備中 | -        | 住宅             | [ 103 ]       |
| 北七期 | 新6   | 聯聚玉衡大廈             | 51     | 200.8   | 98,280.8     | 興建中 | -        | 住宅             | [ 104 ]       |
| 北七期 | 新6   | 豐邑惠民段118            | 45     | 180.35  | 128,781.9    | 環評中 | -        | 住宅             | [ 105 ]       |
| 北七期 | 新8   | 興富發CBD時代廣場        | 34     | 149.0   | 94,111.59    | 完工   | 2015年   | 辦公             | [ 106 ]       |
| 北七期 | 新8   | 台中之鑽                 | 38     | 225.0   | 115,309.2    | 興建中 | 2023年   | 辦公、旅館       | [ 107 ]       |
| 北七期 | 新8   | 聯聚中衡大廈             | 37     | 160.0   | 83,731.39    | 環評中 | 2029年   | 辦公、商場       | [ 108 ]       |
| 南七期 | 市    | 家樂福文心店             | 7      | 29.1    | 62,164.07    | 完工   | 2006年   | 商場             | [ 109 ]       |
| 南七期 | 市    | IKEA台中店               | 4      | 28.1    | 69,486.74    | 完工   | 2013年   | 商場             | [ 110 ]       |
| 南七期 | 商4-1 | 聯聚方庭大廈             | 39     | 152     | 55,600.18    | 完工   | 2010年   | 住宅             | [ 111 ]       |
| 南七期 | 商4-1 | 台中日月千禧酒店         | 24     | 89.95   | 39,948.68    | 完工   | 2012年   | 旅館             | [ 112 ]       |
| 南七期 | 商4-1 | 富宇東方之冠             | 38     | 165     | 51,317.04    | 完工   | 2014年   | 住宅             | [ 113 ]       |
| 南七期 | 商4-1 | 富宇世界之匯             | 32     | 124.4   | 31,537.06    | 完工   | 2018年   | 住宅             | [ 114 ]       |
| 南七期 | 商4-1 | 富邦新市政               | 41     | 163.8‬   | 68,501.16    | 完工   | 2019年   | 住宅             | [ 115 ]       |
| 南七期 | 商4-1 | 寶輝 SKY TOWER           | 35     | 144.35‬  | 38,306.23    | 完工   | 2023年   | 住宅             | [ 116 ]       |
| 南七期 | 商4-1 | 興富發市政1號院          | 31     | 114.65‬  | 55,652.44    | 興建中 | 2025年   | 住宅             | [ 117 ]       |
| 南七期 | 商4-1 | 寶璽天讚                 | 36     | 138.15‬  | 53,282.51    | 興建中 | -        | 住宅             | [ 118 ]       |
| 南七期 | 商4-1 | 聯聚瑞安大廈             | 24     | 98.98‬   | 23,137.22    | 興建中 | -        | 住宅             | [ 119 ]       |
| 南七期 | 商4-1 | 聯聚方瑞大廈             | 27     | 116.75‬  | 39,080.9     | 興建中 | -        | 住宅             | [ 120 ]       |
| 南七期 | 商4-1 | 興富發市政新銳           | 35     | 120.3‬   | 41,643.61    | 興建中 | 2028年   | 住宅             | [ 121 ]       |
| 南七期 | 商4-1 | 興富發雲頂               | 27     | 127.4‬   | 56,450.46    | 興建中 | 2031年   | 辦公             | [ 122 ]       |
| 南七期 | 住1-C | 雙橡園2279               | 33     | 128.6   | 39,503.96    | 完工   | 2024年   | 住宅             | [ 123 ]       |
| 南七期 | 住2   | 雙橡園1617               | 30     | 116.7   | 38,785.33    | 完工   | 2019年   | 住宅             | [ 124 ]       |
| 南七期 | 住3   | 三商美邦人壽台中辦公大樓 | 16     | 69.34   | 38,788.78    | 完工   | 2015年   | 辦公             | [ 125 ]       |
| 南七期 | 住4   | 聯聚保和大廈             | 39     | 157     | 33,503.32    | 完工   | 2016年   | 住宅             | [ 126 ]       |
| 南七期 | 郵    | 臺中郵件處理中心         | 6      | 31.5    | 44,280.43    | 完工   | 2000年   | 郵政             | [ 127 ]       |
| 南七期 | 醫專  | 林新醫院                 | 13     | 49.9    | 56,352.76    | 完工   | 1999年   | 醫療             | [ 128 ]       |
| 南七期 | 電專  | 中華電信台中數據通信大樓 | 10     | 45.65   | 14,343.97    | 完工   | 2002年   | 電信             | [ 129 ]       |
| 西七期 | 住2   | 宏銓入深林               | 23     | 86.2    | 16,024.6     | 完工   | 2013年   | 住宅             | [ 130 ]       |
| 西七期 | 商4-1 | 聚合發天廈               | 38     | 145     | 36,380.78    | 完工   | 2015年   | 住宅             | [ 131 ]       |
| 西七期 | 商4-1 | 台中TOP1環球經貿中心     | 25     | 113.75  | 47,976.08    | 興建中 | -        | 辦公             | [ 132 ]       |
| 西七期 | 文    | 朝馬國民運動中心         | 3      | 24      | 11,948.68    | 完工   | 2016年   | 體育             | [ 133 ]       |
| 西七期 | 商4-1 | 允將大有                 | 28     | 95.7    | 37,566.91    | 完工   | 2017年   | 住宅             | [ 134 ]       |
| 西七期 | 商4-1 | 赫里翁傳奇               | 27     | 101.15  | 37,074.97    | 完工   | 2017年   | 住宅             | [ 135 ]       |
| 西七期 | 住2   | 龍寶四季臻邸             | 19     | 68.9    | 11,423.02    | 完工   | 2018年   | 住宅             | [ 136 ]       |
| 西七期 | 住1   | 新業藏鋒                 | 4      | 13.69   | 2,356.92     | 完工   | 2004年   | 住宅             | [ 137 ]       |

### 新市政中心專用區土地使用分區概覽
| 使用分區     | 使用分區               | 面積(公頃) | 面積(公頃) | 面積(公頃) | 建蔽率                     | 容積率 | 建築物高低 | 建築物高度比 | 最小建築規模              |
| ------------ | ---------------------- | ---------- | ---------- | ---------- | -------------------------- | ------ | ---------- | ------------ | ------------------------- |
| 土地使用分區 | 第一種新市政中心專用區 | 5.3883     | 58.0460    | 108.1063   | 50%                        | 350%   | 不予規定   | 1.5          | 1000m² 以上               |
| 土地使用分區 | 第二種新市政中心專用區 | 0.9596     | 58.0460    | 108.1063   | 40%                        | 320%   | 不予規定   | 1.5          | 1500m² 以上               |
| 土地使用分區 | 第三種新市政中心專用區 | 12.5451    | 58.0460    | 108.1063   | 50%                        | 400%   | 不予規定   | 1.5          | 1500m² 以上               |
| 土地使用分區 | 第四種新市政中心專用區 | 9.4669     | 58.0460    | 108.1063   | 50%                        | 650%   | 不予規定   | -            | 3000m² 以上（街廓別 4-1） |
| 土地使用分區 | 第四種新市政中心專用區 | 9.4669     | 58.0460    | 108.1063   | 50%                        | 650%   | 不予規定   | -            | 2000m² 以上（街廓別 4-2） |
| 土地使用分區 | 第五種新市政中心專用區 | 3.5222     | 58.0460    | 108.1063   | 50%                        | 600%   | 不予規定   | 2.0          | 4000m² 以上               |
| 土地使用分區 | 第六種新市政中心專用區 | 17.4865    | 58.0460    | 108.1063   | 50%                        | 600%   | 不予規定   | 2.0          | 1000m² 以上               |
| 土地使用分區 | 第七種新市政中心專用區 | 3.0797     | 58.0460    | 108.1063   | 80%                        | 480%   | 不予規定   | 1.5          | 1000m² 以上               |
| 土地使用分區 | 第八種新市政中心專用區 | 5.5650     | 58.0460    | 108.1063   | 50%                        | 600%   | 不予規定   | 2.0          | 5000m² 以上               |
| 公共設施用地 | 公園用地               | 17.7631    | 50.0603    | 108.1063   | 15%（公3）                 | 75%    | 不予規定   | 1.5          | 全街廓                    |
| 公共設施用地 | 公園用地               | 17.7631    | 50.0603    | 108.1063   | 5%（公1-1、1-2、2-1、2-2） | 75%    | 不予規定   | 1.5          | 全街廓                    |
| 公共設施用地 | 公園兼兒童遊樂場用地   | 1.3708     | 50.0603    | 108.1063   | 5%                         | 75%    | 不予規定   | 1.5          | -                         |
| 公共設施用地 | 停車場用地             | 0.8860     | 50.0603    | 108.1063   | 70%                        | 490%   | 不超過七層 | 2.0          | 全街廓                    |
| 公共設施用地 | 廣場兼停車場用地       | 3.0025     | 50.0603    | 108.1063   | -                          | -      | -          | 1.5          | 全街廓                    |
| 公共設施用地 | 機關用地               | 6.5955     | 50.0603    | 108.1063   | 30%                        | 300%   | 不予規定   | 2.0          | 全街廓                    |
| 公共設施用地 | 捷運系統用地           | 0.6781     | 50.0603    | 108.1063   | 70%                        | 650%   | 不予規定   | -            | 全街廓                    |
| 公共設施用地 | 道路用地               | 19.7643    | 50.0603    | 108.1063   | -                          | -      | -          | -            | -                         |

## 圖片

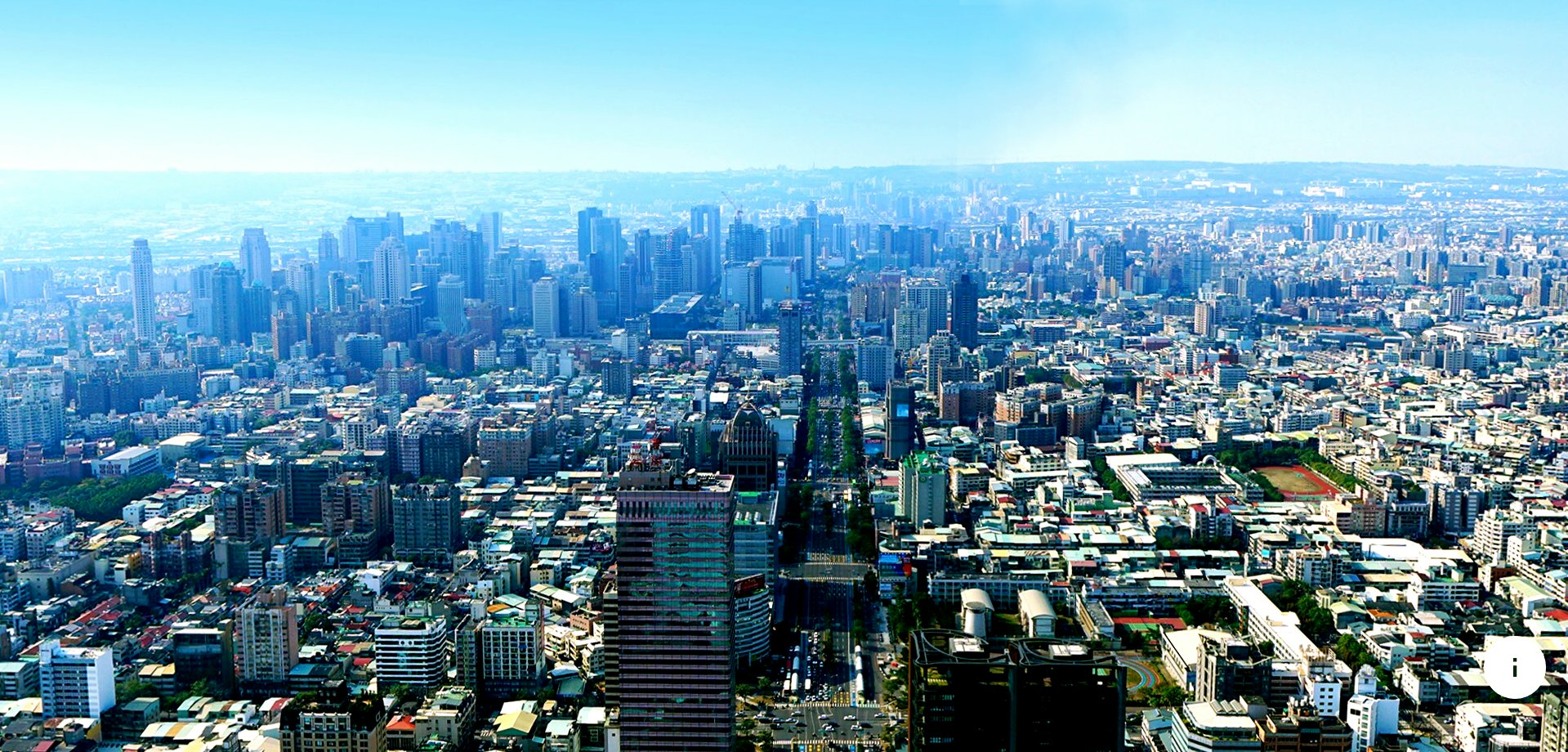
由臺灣大道望向七期
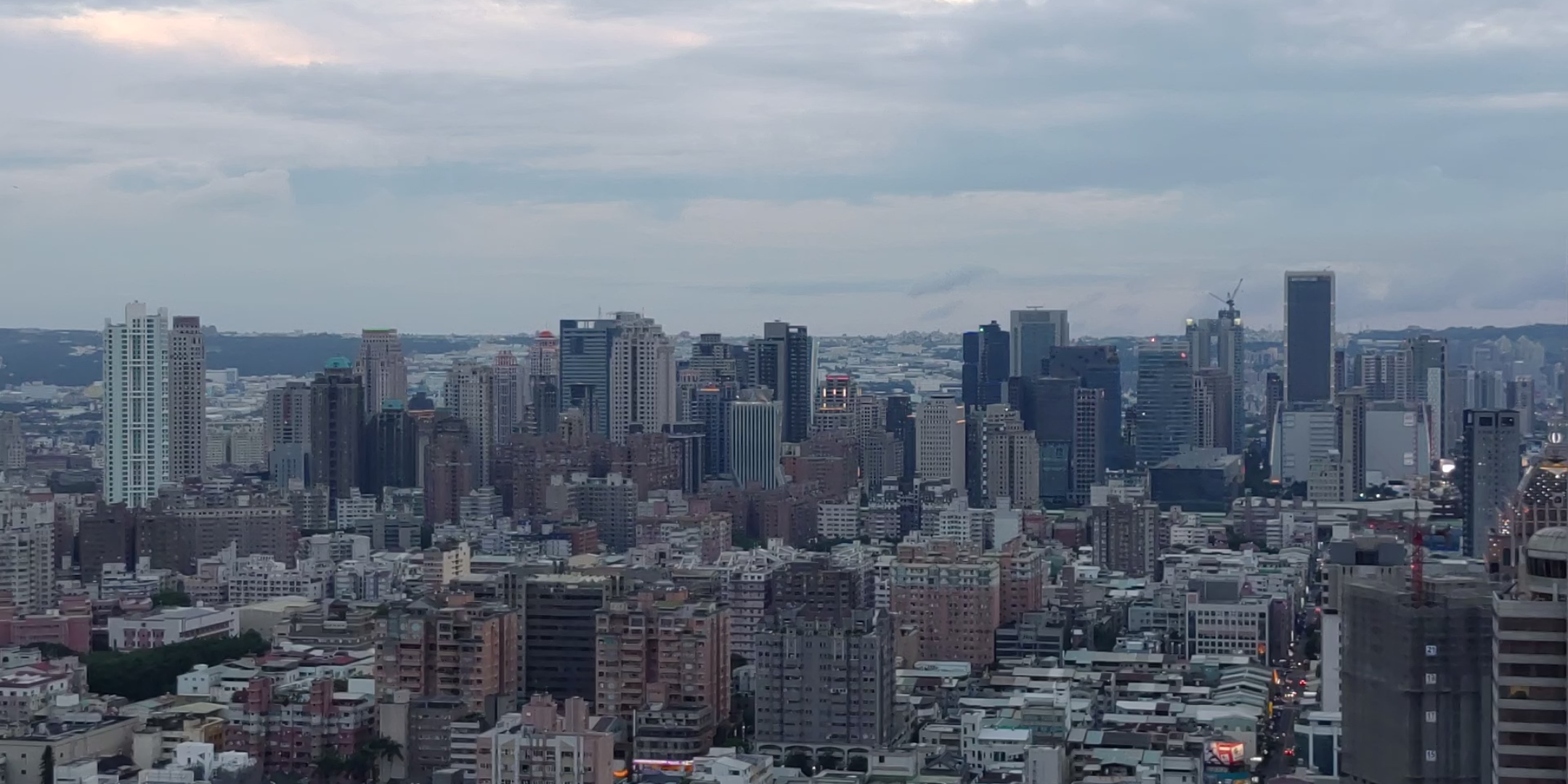
白天遠眺七期
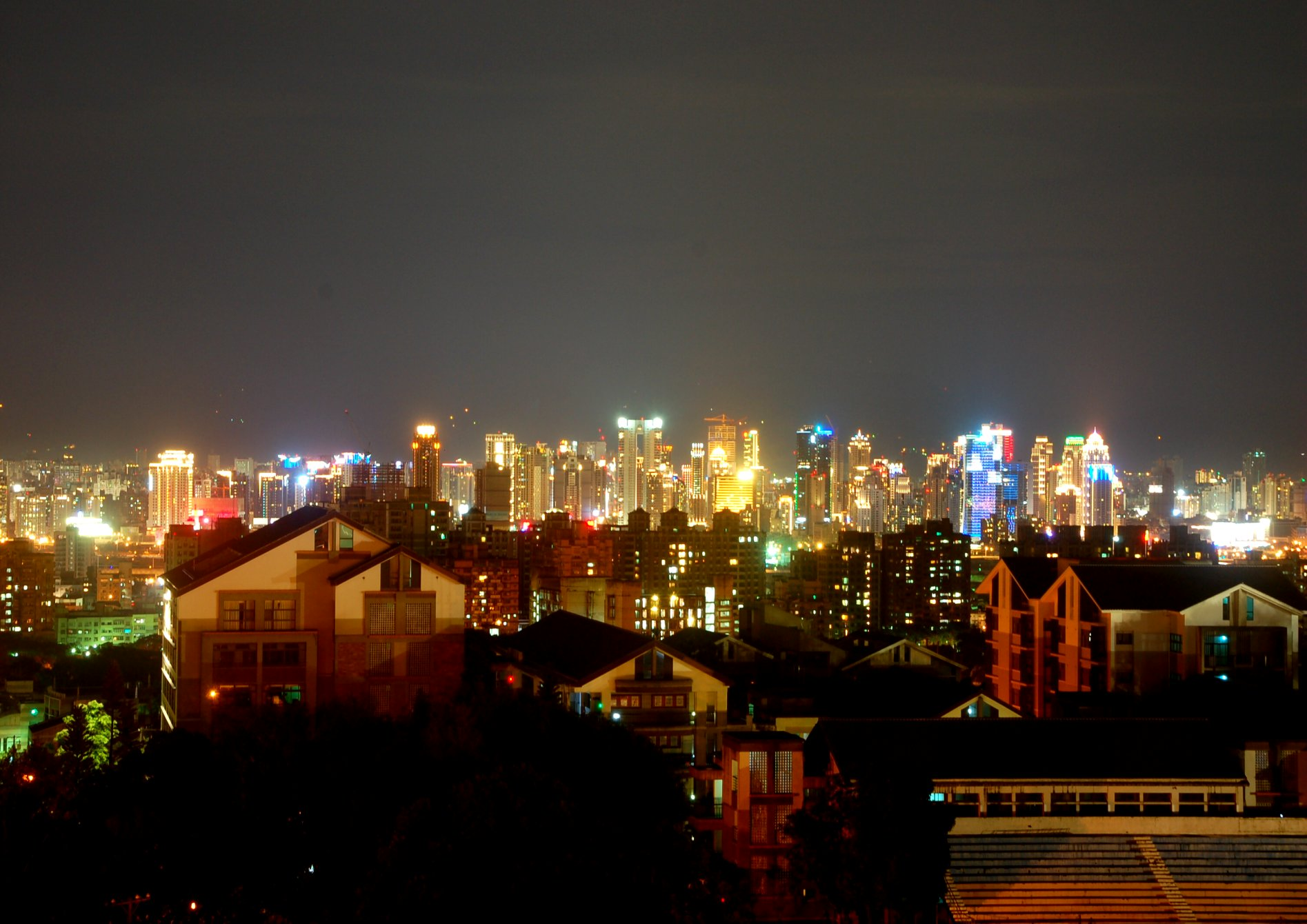
夜晚遠眺七期
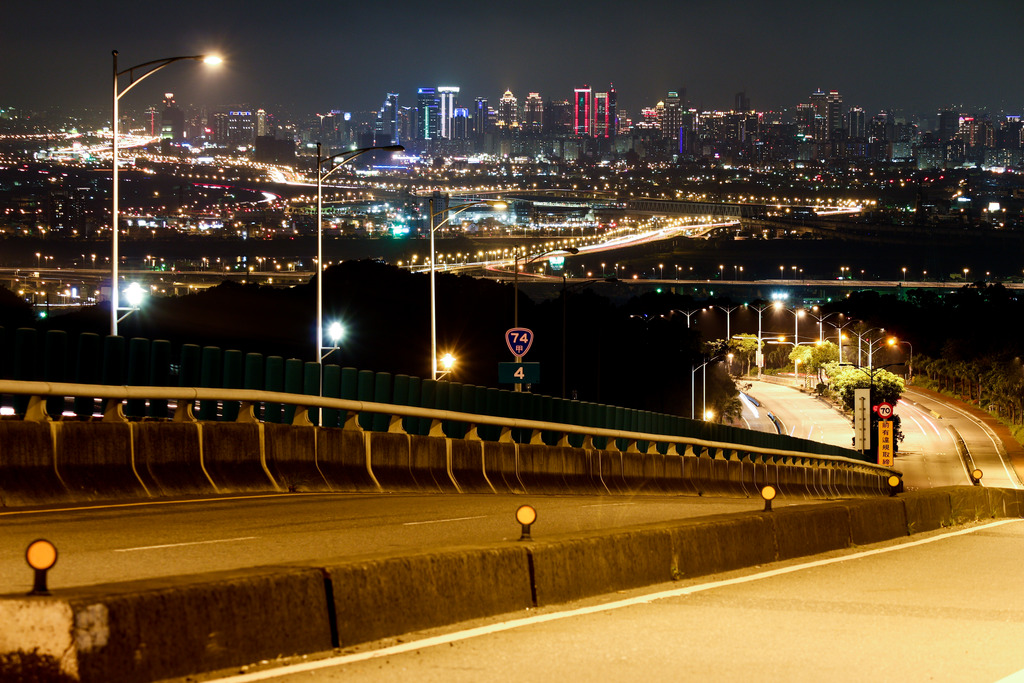
從臺74甲眺望七期
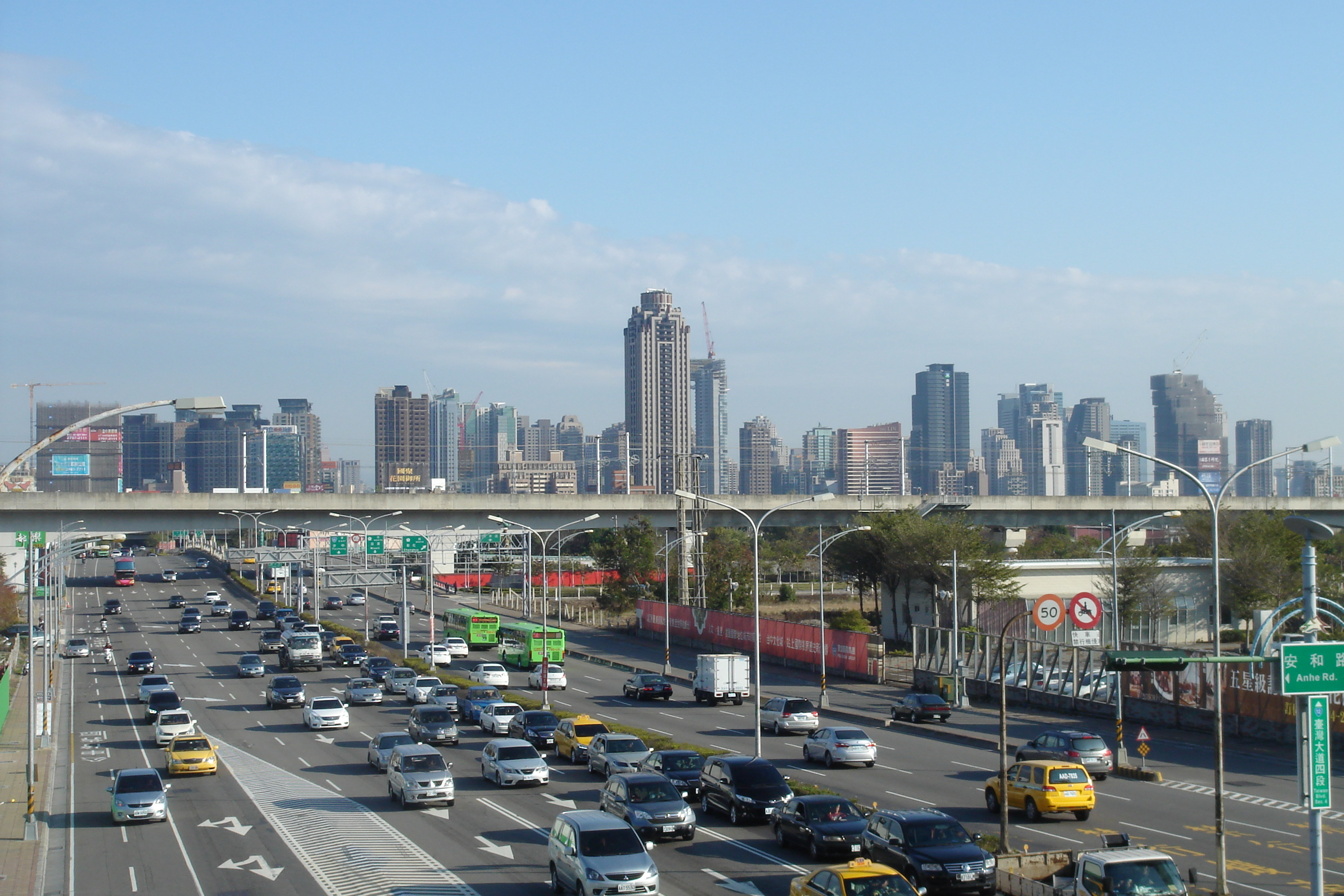
由臺灣大道、安和路口天橋往東望七期重劃區
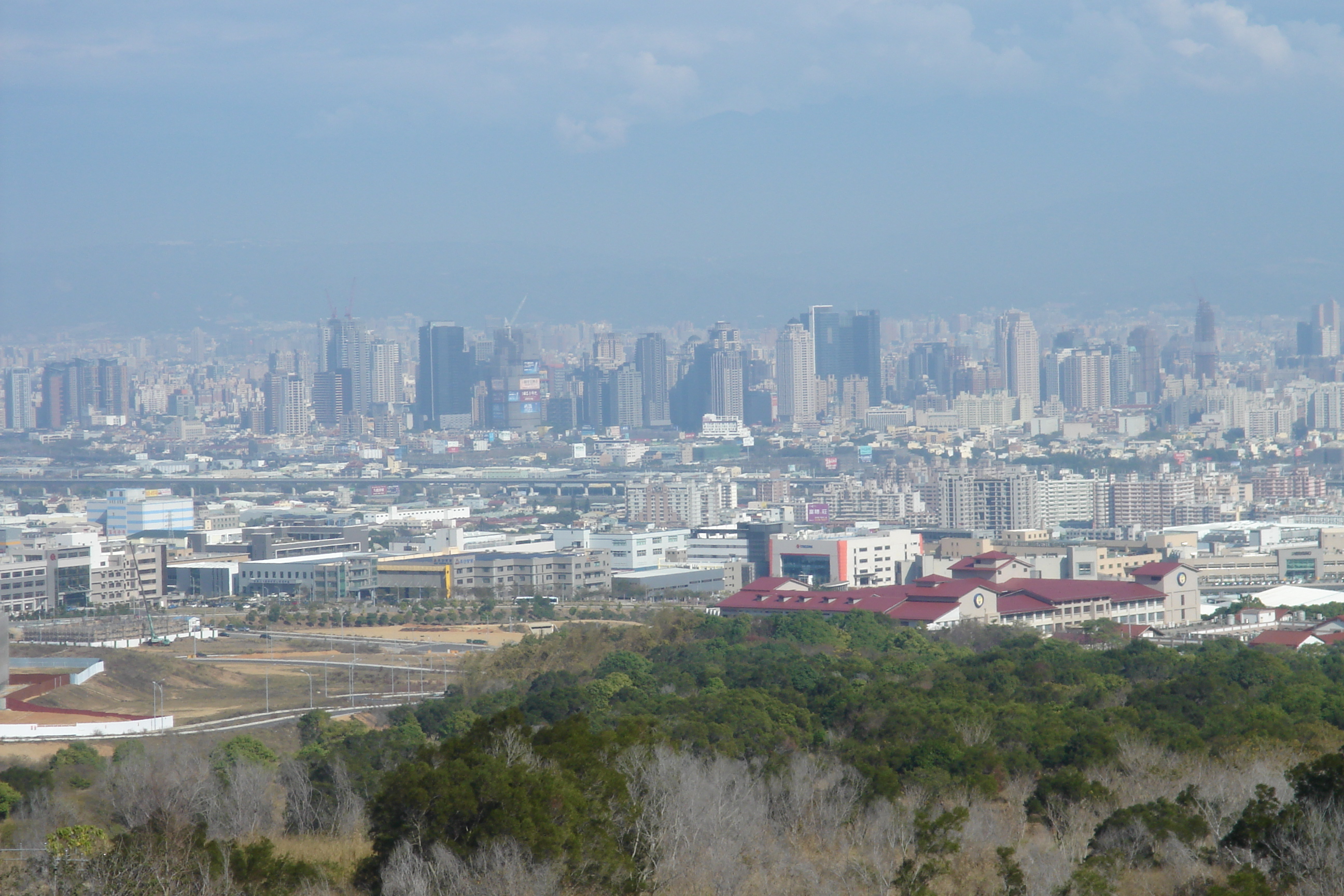
由望高寮，往東北方遠眺七期重劃區
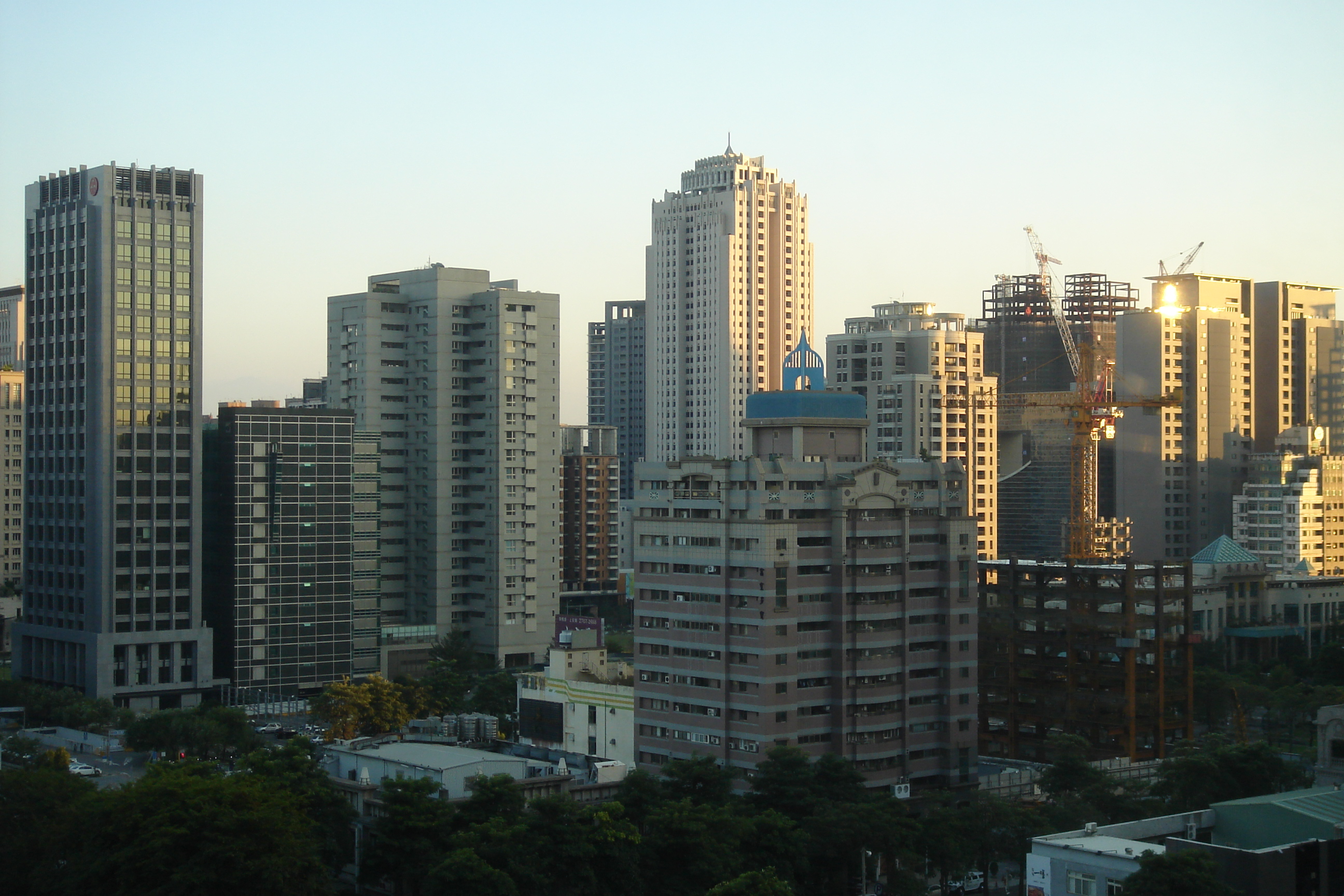
由新光三越臺中店，往東南方望七期重劃區大樓群
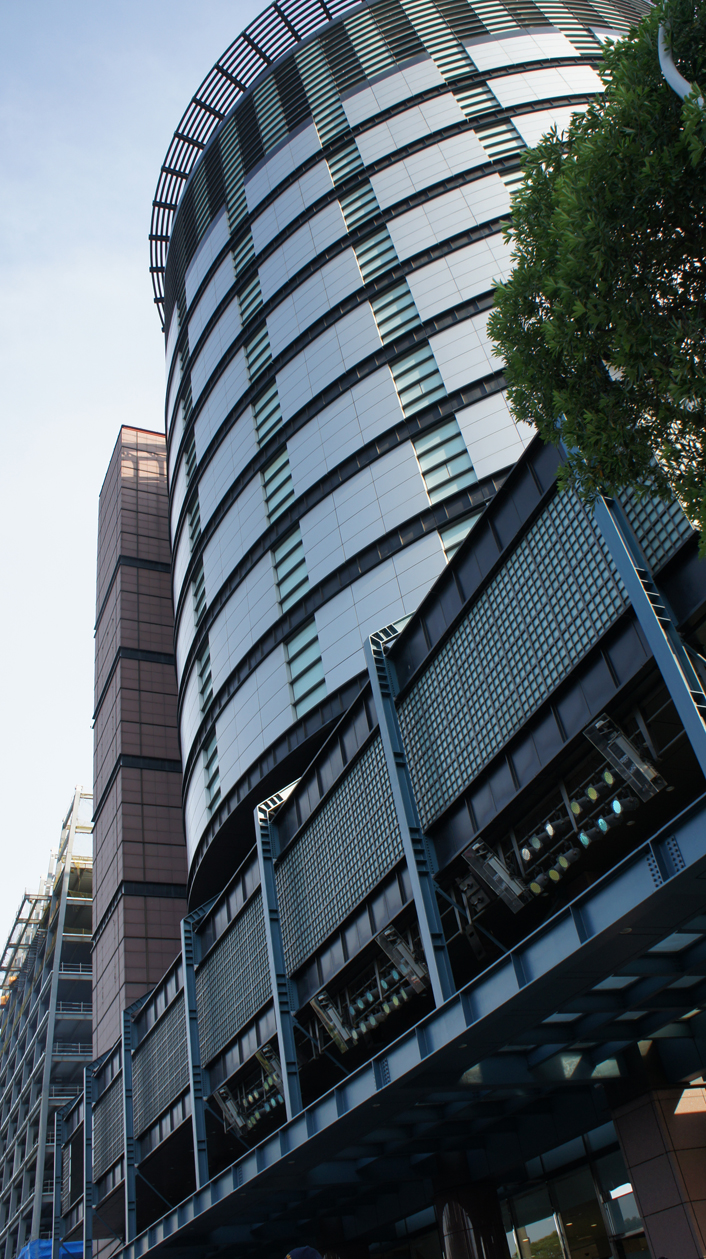
新光三越百貨台中中港店
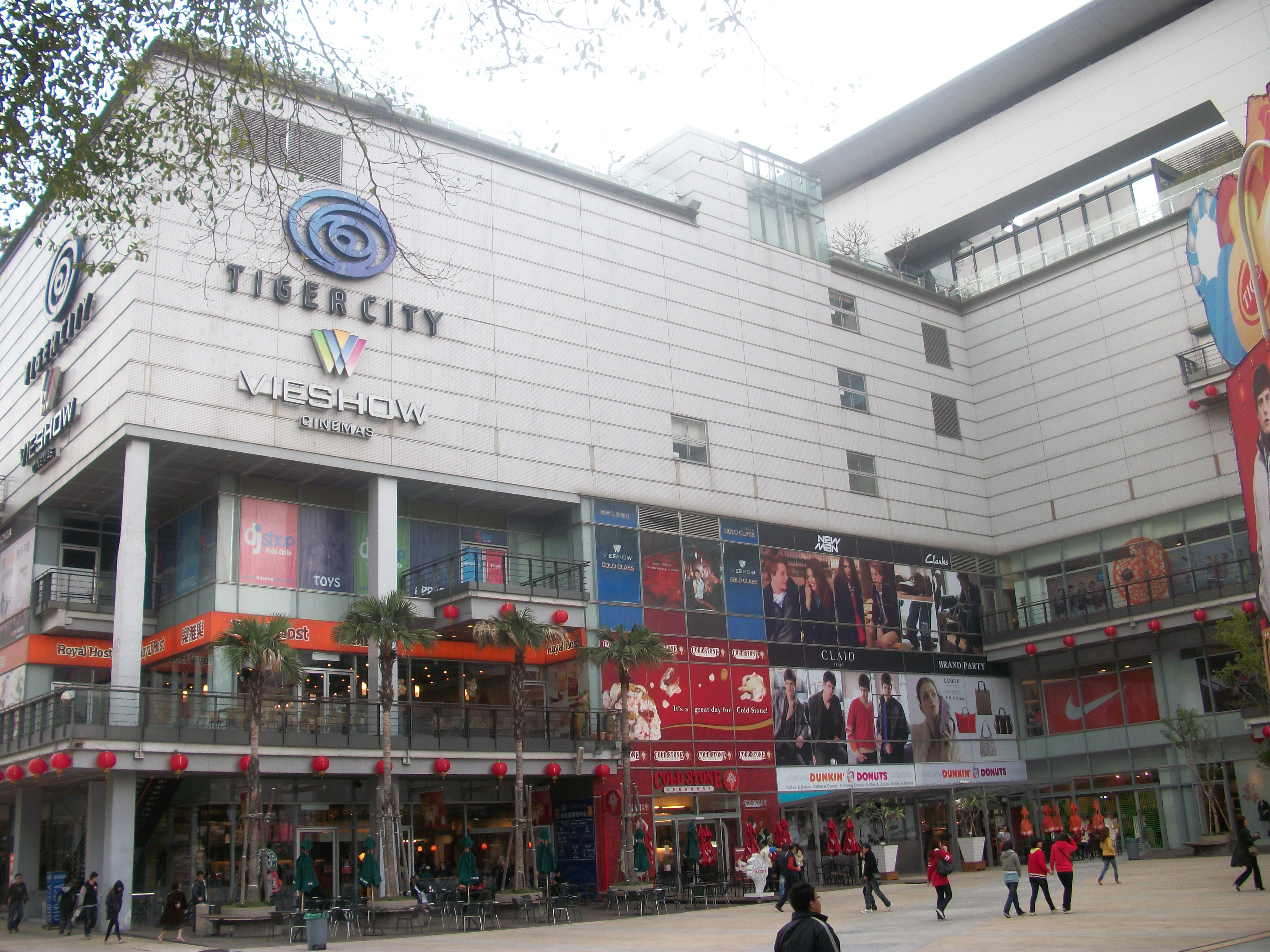
老虎城購物中心
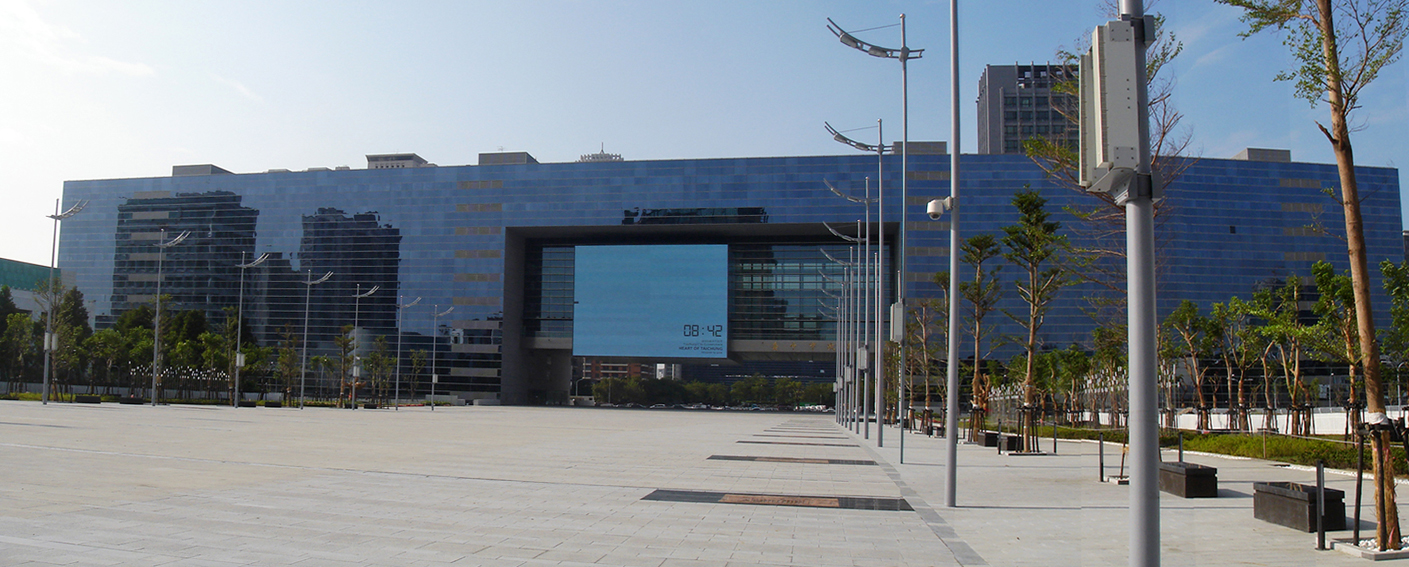
臺中市政府臺灣大道市政大樓
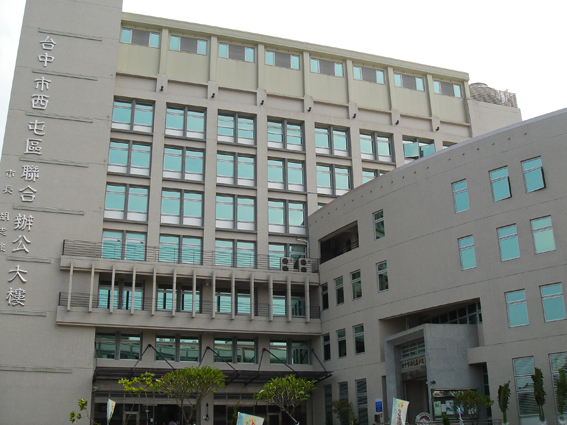
西屯區聯合辦公大樓
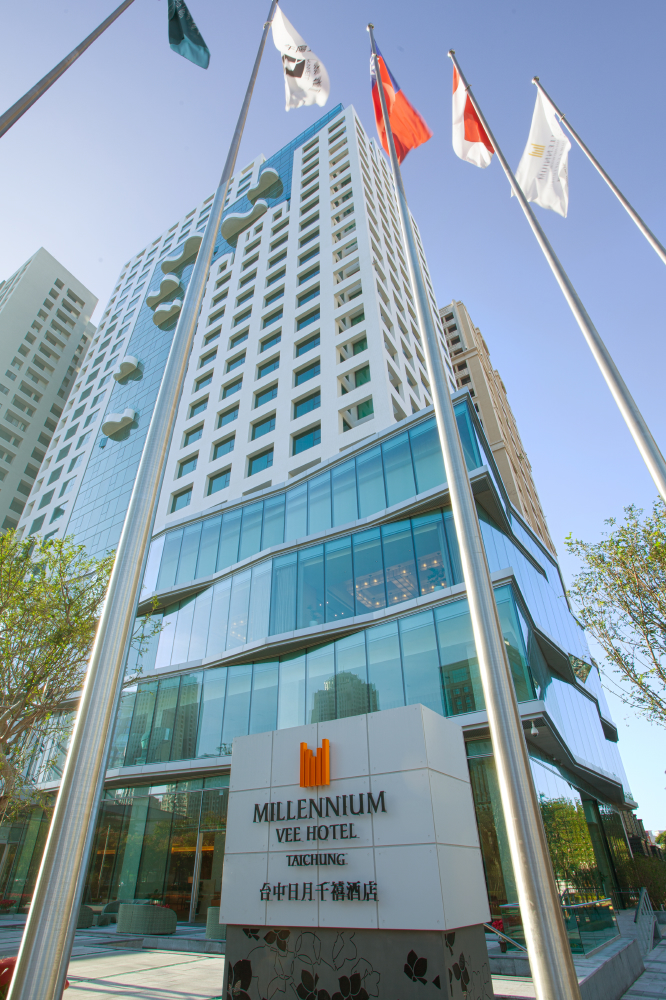
台中日月千禧酒店
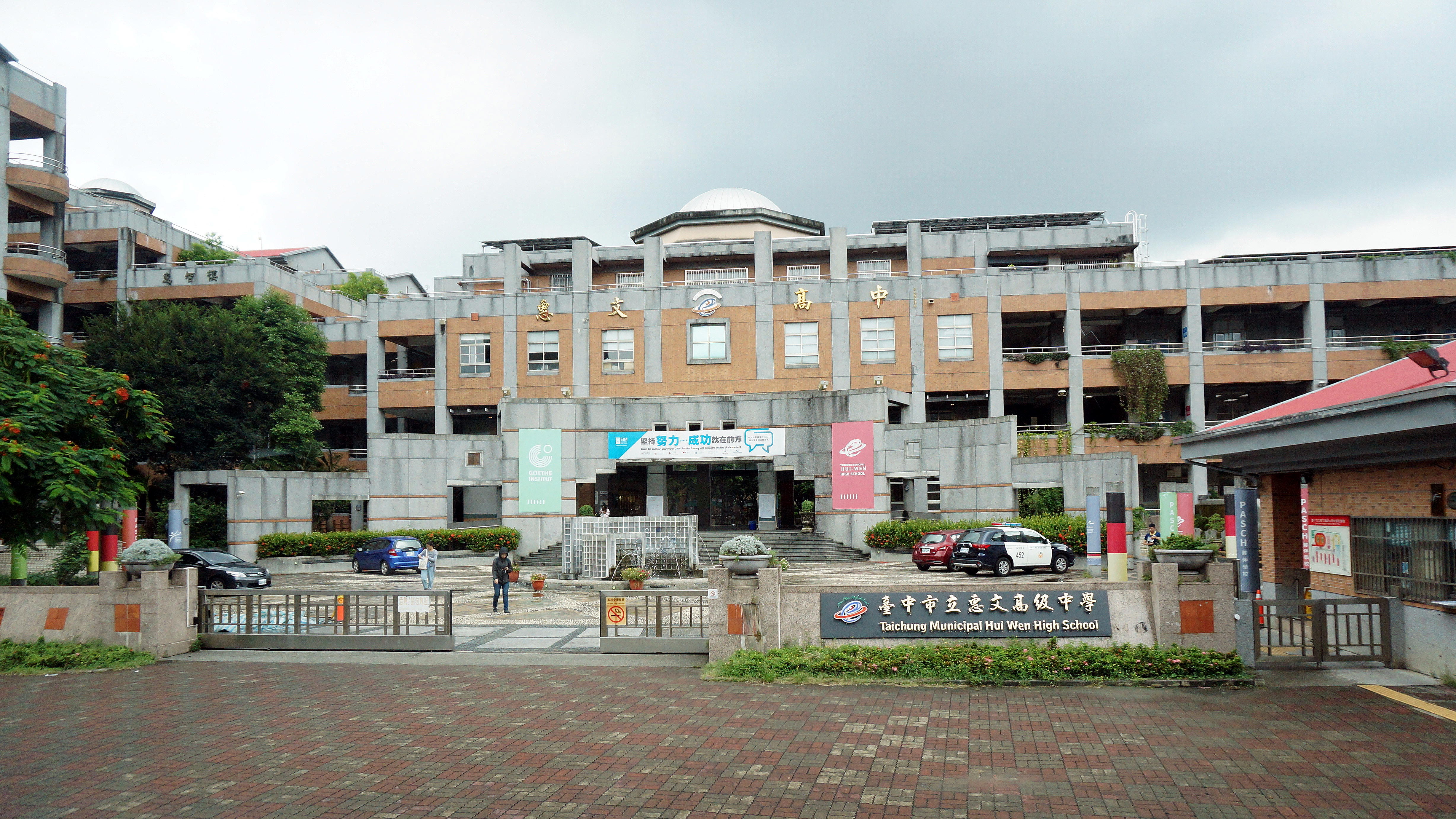
臺中市立惠文高中
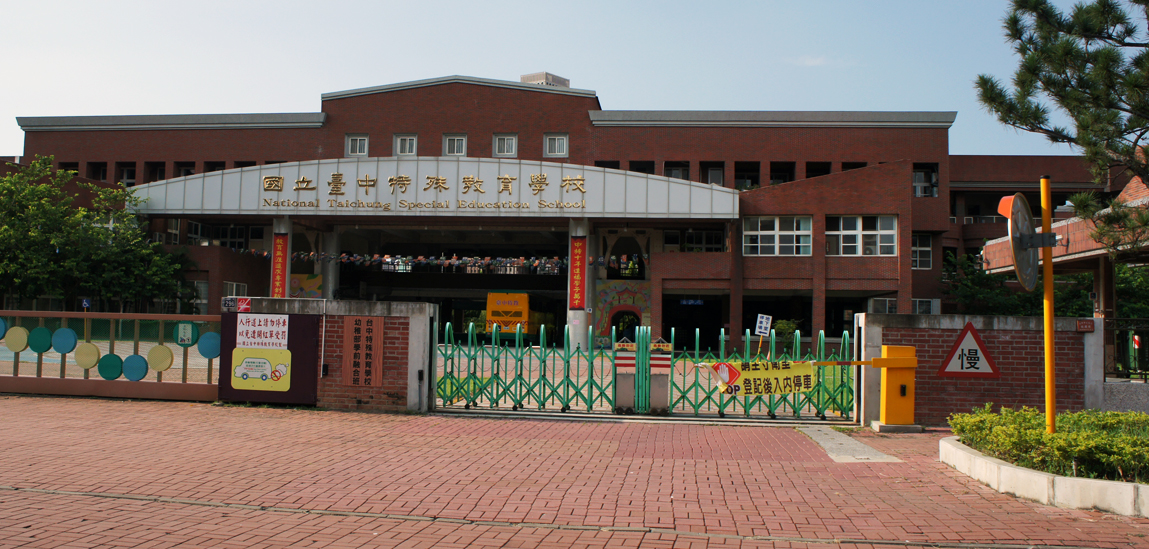
臺中市立臺中特殊教育學校
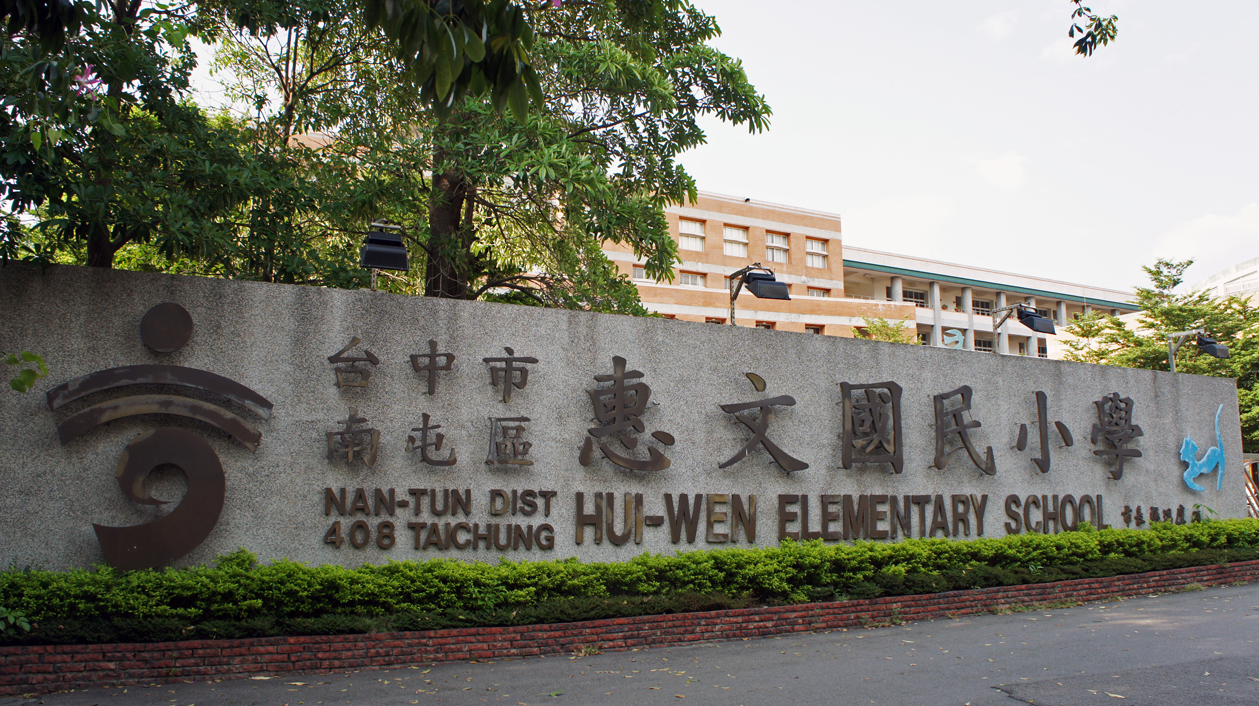
南屯區惠文國小

## 外部連結
- 台中市政府 （页面存档备份，存于）
- 台中市政府地政局 （页面存档备份，存于）
- 臺中市政府都市發展局 （页面存档备份，存于）
- 新市政大樓周邊景點 臺中市政府觀光旅遊局 （页面存档备份，存于）